# Lista de asteroides (466001-467000)
Esta é uma lista parcial de asteroides, do asteroide número 466001 até o 467000, inclusive. Veja também o índice com todas as listas disponíveis.

| Objeto Próximos à Terra | Cinturão de asteroides (interno) | Cinturão de asteroides (externo) | Centauro       |
| Cruzador de Marte       | Cinturão de asteroides (meio)    | Troianos de Júpiter              | Transnetuniano |

Veja mais dados de cada asteroide na ligação externa para o Minor Planet Center na última coluna.
Índice: 466001... 466101... 466201... 466301... 466401... 466501... 466601... 466701... 466801... 466901... 

## 466001–466100
| Designação | Designação | Descoberta  | Descoberta    | Descobridor(es)     | Categoria | Mais informações / Referência |
| Permanente | Provisória | Data        | Local         | Descobridor(es)     | Categoria | Mais informações / Referência |
| ---------- | ---------- | ----------- | ------------- | ------------------- | --------- | ----------------------------- |
| 466001     | 2011 FB84  | 5 mai 2006  | Mount Lemmon  | Mount Lemmon Survey | —         | MPC                           |
| 466002     | 2011 FJ106 | 8 out 2008  | Mount Lemmon  | Mount Lemmon Survey | —         | MPC                           |
| 466003     | 2011 FJ146 | 13 fev 2011 | Mount Lemmon  | Mount Lemmon Survey | —         | MPC                           |
| 466004     | 2011 GZ1   | 3 mar 2010  | WISE          | WISE                | —         | MPC                           |
| 466005     | 2011 GB4   | 24 abr 2006 | Kitt Peak     | Spacewatch          | —         | MPC                           |
| 466006     | 2011 GM13  | 23 mai 2006 | Kitt Peak     | Spacewatch          | —         | MPC                           |
| 466007     | 2011 GQ27  | 25 nov 2009 | Kitt Peak     | Spacewatch          | —         | MPC                           |
| 466008     | 2011 GE29  | 30 abr 2006 | Kitt Peak     | Spacewatch          | Ursula    | MPC                           |
| 466009     | 2011 GW30  | 1 abr 2011  | Kitt Peak     | Spacewatch          | —         | MPC                           |
| 466010     | 2011 GO42  | 7 set 2008  | Mount Lemmon  | Mount Lemmon Survey | Eos       | MPC                           |
| 466011     | 2011 GT45  | 16 set 2009 | Mount Lemmon  | Mount Lemmon Survey | —         | MPC                           |
| 466012     | 2011 GQ56  | 8 jan 2010  | Mount Lemmon  | Mount Lemmon Survey | —         | MPC                           |
| 466013     | 2011 GE73  | 7 abr 2006  | Kitt Peak     | Spacewatch          | —         | MPC                           |
| 466014     | 2011 GN79  | 13 mar 2011 | Mount Lemmon  | Mount Lemmon Survey | —         | MPC                           |
| 466015     | 2011 GA83  | 2 mai 2006  | Mount Lemmon  | Mount Lemmon Survey | —         | MPC                           |
| 466016     | 2011 GB83  | 25 out 2008 | Mount Lemmon  | Mount Lemmon Survey | Brangane  | MPC                           |
| 466017     | 2011 HW1   | 28 jan 2006 | Kitt Peak     | Spacewatch          | —         | MPC                           |
| 466018     | 2011 HR21  | 16 jul 2007 | Siding Spring | SSS                 | —         | MPC                           |
| 466019     | 2011 HF30  | 26 abr 2000 | Kitt Peak     | Spacewatch          | —         | MPC                           |
| 466020     | 2011 HQ35  | 27 abr 2011 | Kitt Peak     | Spacewatch          | Brangane  | MPC                           |
| 466021     | 2011 HD41  | 26 abr 2011 | Kitt Peak     | Spacewatch          | —         | MPC                           |
| 466022     | 2011 HQ55  | 4 mar 2005  | Mount Lemmon  | Mount Lemmon Survey | —         | MPC                           |
| 466023     | 2011 HL57  | 15 mar 2005 | Catalina      | CSS                 | —         | MPC                           |
| 466024     | 2011 HJ71  | 6 abr 2011  | Mount Lemmon  | Mount Lemmon Survey | —         | MPC                           |
| 466025     | 2011 HW80  | 10 mar 2005 | Mount Lemmon  | Mount Lemmon Survey | —         | MPC                           |
| 466026     | 2011 HA81  | 16 out 2009 | Catalina      | CSS                 | Juno      | MPC                           |
| 466027     | 2011 HV82  | 12 mar 2011 | Mount Lemmon  | Mount Lemmon Survey | —         | MPC                           |
| 466028     | 2011 HJ84  | 25 abr 2006 | Catalina      | CSS                 | —         | MPC                           |
| 466029     | 2011 HO90  | 27 mar 2011 | Mount Lemmon  | Mount Lemmon Survey | —         | MPC                           |
| 466030     | 2011 HJ94  | 14 fev 2010 | Mount Lemmon  | Mount Lemmon Survey | —         | MPC                           |
| 466031     | 2011 HL96  | 15 fev 2010 | Mount Lemmon  | Mount Lemmon Survey | —         | MPC                           |
| 466032     | 2011 HE101 | 10 mai 2010 | WISE          | WISE                | —         | MPC                           |
| 466033     | 2011 HA103 | 7 jan 2010  | Mount Lemmon  | Mount Lemmon Survey | —         | MPC                           |
| 466034     | 2011 JC13  | 7 mai 2011  | Kitt Peak     | Spacewatch          | —         | MPC                           |
| 466035     | 2011 JL13  | 30 mai 2006 | Kitt Peak     | Spacewatch          | —         | MPC                           |
| 466036     | 2011 JQ14  | 25 abr 2010 | WISE          | WISE                | —         | MPC                           |
| 466037     | 2011 JR18  | 3 dez 2008  | Catalina      | CSS                 | —         | MPC                           |
| 466038     | 2011 JV31  | 27 abr 2010 | WISE          | WISE                | —         | MPC                           |
| 466039     | 2011 KG    | 2 dez 1999  | Kitt Peak     | Spacewatch          | —         | MPC                           |
| 466040     | 2011 KB16  | 22 mai 2011 | Mount Lemmon  | Mount Lemmon Survey | Brangane  | MPC                           |
| 466041     | 2011 KX21  | 13 set 2007 | Mount Lemmon  | Mount Lemmon Survey | —         | MPC                           |
| 466042     | 2011 KM26  | 13 set 2007 | Kitt Peak     | Spacewatch          | —         | MPC                           |
| 466043     | 2011 KK30  | 16 abr 2010 | WISE          | WISE                | —         | MPC                           |
| 466044     | 2011 KY37  | 15 fev 2010 | Mount Lemmon  | Mount Lemmon Survey | —         | MPC                           |
| 466045     | 2011 LY13  | 8 out 2007  | Mount Lemmon  | Mount Lemmon Survey | —         | MPC                           |
| 466046     | 2011 LN14  | 1 mai 2011  | Kitt Peak     | Spacewatch          | —         | MPC                           |
| 466047     | 2011 LE15  | 20 mai 2010 | WISE          | WISE                | —         | MPC                           |
| 466048     | 2011 LV21  | 26 abr 2011 | Kitt Peak     | Spacewatch          | —         | MPC                           |
| 466049     | 2011 LY21  | 1 fev 2005  | Kitt Peak     | Spacewatch          | —         | MPC                           |
| 466050     | 2011 OQ19  | 18 jun 2010 | WISE          | WISE                | —         | MPC                           |
| 466051     | 2011 OG49  | 28 jul 2011 | Siding Spring | SSS                 | —         | MPC                           |
| 466052     | 2011 PX4   | 3 mar 2009  | Mount Lemmon  | Mount Lemmon Survey | —         | MPC                           |
| 466053     | 2011 QF23  | 26 ago 2011 | Socorro       | LINEAR              | —         | MPC                           |
| 466054     | 2011 QN94  | 20 mar 2010 | Kitt Peak     | Spacewatch          | —         | MPC                           |
| 466055     | 2011 QQ98  | 21 out 2006 | Mount Lemmon  | Mount Lemmon Survey | —         | MPC                           |
| 466056     | 2011 SL57  | 23 set 2011 | Mount Lemmon  | Mount Lemmon Survey | —         | MPC                           |
| 466057     | 2011 SJ104 | 23 set 2011 | Kitt Peak     | Spacewatch          | —         | MPC                           |
| 466058     | 2011 SF211 | 15 set 2004 | Anderson Mesa | LONEOS              | —         | MPC                           |
| 466059     | 2011 SD215 | 21 set 2011 | Kitt Peak     | Spacewatch          | —         | MPC                           |
| 466060     | 2011 TN3   | 22 nov 2008 | Kitt Peak     | Spacewatch          | —         | MPC                           |
| 466061     | 2011 UQ97  | 21 out 2008 | Kitt Peak     | Spacewatch          | —         | MPC                           |
| 466062     | 2011 UT103 | 20 out 2011 | Mount Lemmon  | Mount Lemmon Survey | —         | MPC                           |
| 466063     | 2011 UG191 | 19 out 2011 | Mount Lemmon  | Mount Lemmon Survey | —         | MPC                           |
| 466064     | 2011 UM197 | 2 fev 2009  | Catalina      | CSS                 | —         | MPC                           |
| 466065     | 2011 UH276 | 21 jan 2006 | Kitt Peak     | Spacewatch          | —         | MPC                           |
| 466066     | 2011 UB296 | 22 dez 2008 | Mount Lemmon  | Mount Lemmon Survey | —         | MPC                           |
| 466067     | 2011 WB73  | 18 nov 2011 | Kitt Peak     | Spacewatch          | —         | MPC                           |
| 466068     | 2011 WB98  | 30 dez 2008 | Mount Lemmon  | Mount Lemmon Survey | —         | MPC                           |
| 466069     | 2011 WC106 | 31 out 2011 | Kitt Peak     | Spacewatch          | —         | MPC                           |
| 466070     | 2011 WC136 | 7 out 2010  | Catalina      | CSS                 | Juno      | MPC                           |
| 466071     | 2011 WV145 | 11 nov 2004 | Kitt Peak     | Spacewatch          | —         | MPC                           |
| 466072     | 2011 YF10  | 28 nov 2011 | Mount Lemmon  | Mount Lemmon Survey | —         | MPC                           |
| 466073     | 2011 YA20  | 14 set 2007 | Mount Lemmon  | Mount Lemmon Survey | —         | MPC                           |
| 466074     | 2011 YZ24  | 25 dez 2011 | Kitt Peak     | Spacewatch          | —         | MPC                           |
| 466075     | 2011 YM34  | 13 ago 2010 | Kitt Peak     | Spacewatch          | —         | MPC                           |
| 466076     | 2011 YT49  | 30 dez 2011 | Mount Lemmon  | Mount Lemmon Survey | —         | MPC                           |
| 466077     | 2011 YA58  | 8 nov 2007  | Kitt Peak     | Spacewatch          | —         | MPC                           |
| 466078     | 2012 AU6   | 4 jan 2012  | Mount Lemmon  | Mount Lemmon Survey | —         | MPC                           |
| 466079     | 2012 AJ13  | 2 fev 2009  | Kitt Peak     | Spacewatch          | —         | MPC                           |
| 466080     | 2012 AP21  | 3 jan 2012  | Mount Lemmon  | Mount Lemmon Survey | —         | MPC                           |
| 466081     | 2012 AB24  | 18 mar 2009 | Kitt Peak     | Spacewatch          | —         | MPC                           |
| 466082     | 2012 BR5   | 29 dez 2011 | Kitt Peak     | Spacewatch          | —         | MPC                           |
| 466083     | 2012 BJ9   | 16 dez 2007 | Kitt Peak     | Spacewatch          | —         | MPC                           |
| 466084     | 2012 BK24  | 30 dez 2000 | Socorro       | LINEAR              | —         | MPC                           |
| 466085     | 2012 BL71  | 21 jan 2012 | Kitt Peak     | Spacewatch          | —         | MPC                           |
| 466086     | 2012 BP88  | 11 mar 2005 | Kitt Peak     | Spacewatch          | —         | MPC                           |
| 466087     | 2012 BK91  | 26 jan 2012 | Kitt Peak     | Spacewatch          | —         | MPC                           |
| 466088     | 2012 BW100 | 27 jan 2012 | Kitt Peak     | Spacewatch          | —         | MPC                           |
| 466089     | 2012 BZ106 | 13 ago 2010 | Kitt Peak     | Spacewatch          | —         | MPC                           |
| 466090     | 2012 BO108 | 21 ago 2006 | Kitt Peak     | Spacewatch          | —         | MPC                           |
| 466091     | 2012 BP109 | 15 nov 2007 | Mount Lemmon  | Mount Lemmon Survey | —         | MPC                           |
| 466092     | 2012 BU111 | 19 fev 2001 | Socorro       | LINEAR              | —         | MPC                           |
| 466093     | 2012 BN124 | 17 set 2010 | Mount Lemmon  | Mount Lemmon Survey | —         | MPC                           |
| 466094     | 2012 BV131 | 4 dez 2007  | Mount Lemmon  | Mount Lemmon Survey | —         | MPC                           |
| 466095     | 2012 BZ142 | 15 jan 2010 | WISE          | WISE                | Vesta     | MPC                           |
| 466096     | 2012 CF1   | 17 fev 2001 | Kitt Peak     | Spacewatch          | Mitidika  | MPC                           |
| 466097     | 2012 CC3   | 2 fev 2012  | Kitt Peak     | Spacewatch          | —         | MPC                           |
| 466098     | 2012 CZ8   | 30 dez 2007 | Kitt Peak     | Spacewatch          | —         | MPC                           |
| 466099     | 2012 CO14  | 17 set 2003 | Kitt Peak     | Spacewatch          | —         | MPC                           |
| 466100     | 2012 CN15  | 7 abr 2005  | Kitt Peak     | Spacewatch          | —         | MPC                           |

## 466101–466200
| Designação | Designação | Descoberta  | Descoberta    | Descobridor(es)     | Categoria   | Mais informações / Referência |
| Permanente | Provisória | Data        | Local         | Descobridor(es)     | Categoria   | Mais informações / Referência |
| ---------- | ---------- | ----------- | ------------- | ------------------- | ----------- | ----------------------------- |
| 466101     | 2012 CT22  | 4 jan 2012  | Mount Lemmon  | Mount Lemmon Survey | —           | MPC                           |
| 466102     | 2012 CV23  | 5 nov 2007  | Kitt Peak     | Spacewatch          | —           | MPC                           |
| 466103     | 2012 CF34  | 11 nov 2007 | Mount Lemmon  | Mount Lemmon Survey | —           | MPC                           |
| 466104     | 2012 CX34  | 21 jan 2012 | Kitt Peak     | Spacewatch          | —           | MPC                           |
| 466105     | 2012 CG40  | 11 mar 2005 | Mount Lemmon  | Mount Lemmon Survey | —           | MPC                           |
| 466106     | 2012 CX47  | 31 dez 2007 | Mount Lemmon  | Mount Lemmon Survey | —           | MPC                           |
| 466107     | 2012 CP50  | 4 dez 2007  | Mount Lemmon  | Mount Lemmon Survey | —           | MPC                           |
| 466108     | 2012 CA51  | 24 abr 2001 | Kitt Peak     | Spacewatch          | —           | MPC                           |
| 466109     | 2012 DZ8   | 11 jan 2008 | Kitt Peak     | Spacewatch          | —           | MPC                           |
| 466110     | 2012 DR14  | 4 abr 2005  | Mount Lemmon  | Mount Lemmon Survey | —           | MPC                           |
| 466111     | 2012 DL20  | 19 fev 2012 | Kitt Peak     | Spacewatch          | —           | MPC                           |
| 466112     | 2012 DB29  | 11 fev 2008 | Kitt Peak     | Spacewatch          | —           | MPC                           |
| 466113     | 2012 DN35  | 3 fev 2008  | Kitt Peak     | Spacewatch          | —           | MPC                           |
| 466114     | 2012 DN38  | 28 dez 2011 | Mount Lemmon  | Mount Lemmon Survey | —           | MPC                           |
| 466115     | 2012 DE50  | 8 fev 2008  | Kitt Peak     | Spacewatch          | —           | MPC                           |
| 466116     | 2012 DR51  | 2 fev 2008  | Mount Lemmon  | Mount Lemmon Survey | —           | MPC                           |
| 466117     | 2012 DX66  | 27 jan 2012 | Kitt Peak     | Spacewatch          | —           | MPC                           |
| 466118     | 2012 DS67  | 19 jan 2012 | Kitt Peak     | Spacewatch          | —           | MPC                           |
| 466119     | 2012 DY67  | 20 jan 2012 | Kitt Peak     | Spacewatch          | —           | MPC                           |
| 466120     | 2012 DG82  | 2 fev 2008  | Catalina      | CSS                 | —           | MPC                           |
| 466121     | 2012 EJ    | 6 nov 2010  | Mount Lemmon  | Mount Lemmon Survey | —           | MPC                           |
| 466122     | 2012 EY6   | 31 dez 2007 | Kitt Peak     | Spacewatch          | —           | MPC                           |
| 466123     | 2012 EM7   | 24 mar 2001 | Kitt Peak     | Spacewatch          | —           | MPC                           |
| 466124     | 2012 EZ13  | 19 jun 2009 | Kitt Peak     | Spacewatch          | —           | MPC                           |
| 466125     | 2012 EF14  | 14 mar 2012 | Catalina      | CSS                 | —           | MPC                           |
| 466126     | 2012 EC16  | 3 fev 2012  | Mount Lemmon  | Mount Lemmon Survey | —           | MPC                           |
| 466127     | 2012 FT1   | 29 set 2005 | Kitt Peak     | Spacewatch          | —           | MPC                           |
| 466128     | 2012 FO17  | 12 abr 2008 | Mount Lemmon  | Mount Lemmon Survey | —           | MPC                           |
| 466129     | 2012 FX21  | 13 dez 2006 | Mount Lemmon  | Mount Lemmon Survey | —           | MPC                           |
| 466130     | 2012 FZ23  | 23 mar 2012 | Siding Spring | SSS                 | —           | MPC                           |
| 466131     | 2012 FE25  | 25 set 2009 | Mount Lemmon  | Mount Lemmon Survey | —           | MPC                           |
| 466132     | 2012 FP37  | 25 mar 2012 | Mount Lemmon  | Mount Lemmon Survey | —           | MPC                           |
| 466133     | 2012 FQ44  | 14 set 2009 | Kitt Peak     | Spacewatch          | —           | MPC                           |
| 466134     | 2012 FQ65  | 26 fev 2008 | Kitt Peak     | Spacewatch          | Nysa-Polana | MPC                           |
| 466135     | 2012 FW68  | 3 abr 2008  | Kitt Peak     | Spacewatch          | —           | MPC                           |
| 466136     | 2012 FF75  | 13 dez 1999 | Kitt Peak     | Spacewatch          | —           | MPC                           |
| 466137     | 2012 GZ30  | 25 fev 2012 | Mount Lemmon  | Mount Lemmon Survey | —           | MPC                           |
| 466138     | 2012 GU31  | 24 mar 2012 | Kitt Peak     | Spacewatch          | —           | MPC                           |
| 466139     | 2012 HH1   | 2 dez 2010  | Mount Lemmon  | Mount Lemmon Survey | —           | MPC                           |
| 466140     | 2012 HG16  | 16 abr 2012 | Catalina      | CSS                 | —           | MPC                           |
| 466141     | 2012 HQ18  | 10 jan 2011 | Kitt Peak     | Spacewatch          | —           | MPC                           |
| 466142     | 2012 HG19  | 27 mai 2008 | Mount Lemmon  | Mount Lemmon Survey | —           | MPC                           |
| 466143     | 2012 HD27  | 30 jun 2005 | Kitt Peak     | Spacewatch          | —           | MPC                           |
| 466144     | 2012 HU29  | 14 abr 2008 | Kitt Peak     | Spacewatch          | —           | MPC                           |
| 466145     | 2012 HM34  | 22 abr 2012 | Kitt Peak     | Spacewatch          | Phocaea     | MPC                           |
| 466146     | 2012 HU38  | 2 mar 2010  | WISE          | WISE                | —           | MPC                           |
| 466147     | 2012 HA44  | 6 mai 2008  | Mount Lemmon  | Mount Lemmon Survey | —           | MPC                           |
| 466148     | 2012 HZ45  | 6 fev 2007  | Mount Lemmon  | Mount Lemmon Survey | —           | MPC                           |
| 466149     | 2012 HY49  | 27 jan 2011 | Mount Lemmon  | Mount Lemmon Survey | —           | MPC                           |
| 466150     | 2012 HR51  | 20 set 2009 | Kitt Peak     | Spacewatch          | —           | MPC                           |
| 466151     | 2012 HU54  | 28 abr 2012 | Mount Lemmon  | Mount Lemmon Survey | —           | MPC                           |
| 466152     | 2012 HQ56  | 25 out 2005 | Kitt Peak     | Spacewatch          | —           | MPC                           |
| 466153     | 2012 HC57  | 28 mar 2012 | Mount Lemmon  | Mount Lemmon Survey | —           | MPC                           |
| 466154     | 2012 HC61  | 22 set 2009 | Mount Lemmon  | Mount Lemmon Survey | —           | MPC                           |
| 466155     | 2012 HW66  | 16 nov 2009 | Mount Lemmon  | Mount Lemmon Survey | Phocaea     | MPC                           |
| 466156     | 2012 HP67  | 18 nov 2009 | Kitt Peak     | Spacewatch          | —           | MPC                           |
| 466157     | 2012 HR70  | 17 nov 2009 | Mount Lemmon  | Mount Lemmon Survey | Phocaea     | MPC                           |
| 466158     | 2012 HY72  | 27 mar 2012 | Mount Lemmon  | Mount Lemmon Survey | —           | MPC                           |
| 466159     | 2012 HP74  | 12 nov 2005 | Kitt Peak     | Spacewatch          | —           | MPC                           |
| 466160     | 2012 HZ77  | 27 jan 2007 | Mount Lemmon  | Mount Lemmon Survey | —           | MPC                           |
| 466161     | 2012 HR79  | 1 mar 2012  | Mount Lemmon  | Mount Lemmon Survey | Phocaea     | MPC                           |
| 466162     | 2012 JO3   | 19 abr 2012 | Kitt Peak     | Spacewatch          | —           | MPC                           |
| 466163     | 2012 JB7   | 30 mar 2012 | Mount Lemmon  | Mount Lemmon Survey | —           | MPC                           |
| 466164     | 2012 JW7   | 26 fev 2012 | Mount Lemmon  | Mount Lemmon Survey | Phocaea     | MPC                           |
| 466165     | 2012 JH10  | 14 mai 2008 | Mount Lemmon  | Mount Lemmon Survey | —           | MPC                           |
| 466166     | 2012 JS16  | 12 mai 2012 | Mount Lemmon  | Mount Lemmon Survey | —           | MPC                           |
| 466167     | 2012 JC20  | 29 mar 2012 | Mount Lemmon  | Mount Lemmon Survey | —           | MPC                           |
| 466168     | 2012 JU20  | 1 mai 2012  | Mount Lemmon  | Mount Lemmon Survey | —           | MPC                           |
| 466169     | 2012 JJ24  | 1 mar 2012  | Mount Lemmon  | Mount Lemmon Survey | —           | MPC                           |
| 466170     | 2012 JD27  | 3 jan 2011  | Mount Lemmon  | Mount Lemmon Survey | —           | MPC                           |
| 466171     | 2012 JQ27  | 16 mar 2007 | Kitt Peak     | Spacewatch          | —           | MPC                           |
| 466172     | 2012 JR28  | 24 out 2009 | Kitt Peak     | Spacewatch          | —           | MPC                           |
| 466173     | 2012 JG39  | 1 mai 2012  | Mount Lemmon  | Mount Lemmon Survey | —           | MPC                           |
| 466174     | 2012 JA40  | 12 mai 2012 | Mount Lemmon  | Mount Lemmon Survey | Eos         | MPC                           |
| 466175     | 2012 JP41  | 28 abr 2012 | Mount Lemmon  | Mount Lemmon Survey | —           | MPC                           |
| 466176     | 2012 JG57  | 12 mai 2012 | Mount Lemmon  | Mount Lemmon Survey | —           | MPC                           |
| 466177     | 2012 JS60  | 8 abr 2008  | Kitt Peak     | Spacewatch          | —           | MPC                           |
| 466178     | 2012 KA5   | 21 abr 2012 | Mount Lemmon  | Mount Lemmon Survey | —           | MPC                           |
| 466179     | 2012 KX9   | 14 mai 2012 | Mount Lemmon  | Mount Lemmon Survey | —           | MPC                           |
| 466180     | 2012 KY9   | 20 abr 2012 | Kitt Peak     | Spacewatch          | —           | MPC                           |
| 466181     | 2012 KQ14  | 29 mar 2012 | Kitt Peak     | Spacewatch          | —           | MPC                           |
| 466182     | 2012 KF16  | 27 jun 2008 | Siding Spring | SSS                 | —           | MPC                           |
| 466183     | 2012 KK16  | 9 out 2004  | Kitt Peak     | Spacewatch          | —           | MPC                           |
| 466184     | 2012 KB18  | 26 jan 2007 | Kitt Peak     | Spacewatch          | —           | MPC                           |
| 466185     | 2012 KH19  | 14 mai 2008 | Mount Lemmon  | Mount Lemmon Survey | —           | MPC                           |
| 466186     | 2012 KC28  | 7 out 2004  | Kitt Peak     | Spacewatch          | —           | MPC                           |
| 466187     | 2012 KK28  | 1 out 2005  | Mount Lemmon  | Mount Lemmon Survey | —           | MPC                           |
| 466188     | 2012 KQ28  | 1 mai 2012  | Mount Lemmon  | Mount Lemmon Survey | —           | MPC                           |
| 466189     | 2012 KS28  | 16 jul 2004 | Socorro       | LINEAR              | —           | MPC                           |
| 466190     | 2012 KZ28  | 6 abr 2008  | Mount Lemmon  | Mount Lemmon Survey | —           | MPC                           |
| 466191     | 2012 KL45  | 28 mai 2012 | Mount Lemmon  | Mount Lemmon Survey | —           | MPC                           |
| 466192     | 2012 KG46  | 27 out 2005 | Kitt Peak     | Spacewatch          | —           | MPC                           |
| 466193     | 2012 KM46  | 21 mai 2012 | Mount Lemmon  | Mount Lemmon Survey | —           | MPC                           |
| 466194     | 2012 KC47  | 30 jul 2008 | Catalina      | CSS                 | —           | MPC                           |
| 466195     | 2012 KR49  | 17 jan 2007 | Mount Lemmon  | Mount Lemmon Survey | —           | MPC                           |
| 466196     | 2012 KD51  | 19 abr 2012 | Mount Lemmon  | Mount Lemmon Survey | —           | MPC                           |
| 466197     | 2012 LL8   | 8 dez 2010  | Mount Lemmon  | Mount Lemmon Survey | —           | MPC                           |
| 466198     | 2012 LB10  | 31 mai 2012 | Mount Lemmon  | Mount Lemmon Survey | —           | MPC                           |
| 466199     | 2012 LC14  | 25 out 2000 | Kitt Peak     | Spacewatch          | —           | MPC                           |
| 466200     | 2012 LZ15  | 29 set 2009 | Mount Lemmon  | Mount Lemmon Survey | —           | MPC                           |

## 466201–466300
| Designação | Designação | Descoberta  | Descoberta    | Descobridor(es)     | Categoria | Mais informações / Referência |
| Permanente | Provisória | Data        | Local         | Descobridor(es)     | Categoria | Mais informações / Referência |
| ---------- | ---------- | ----------- | ------------- | ------------------- | --------- | ----------------------------- |
| 466201     | 2012 LQ26  | 30 jan 2011 | Mount Lemmon  | Mount Lemmon Survey | —         | MPC                           |
| 466202     | 2012 MW    | 26 nov 2005 | Mount Lemmon  | Mount Lemmon Survey | —         | MPC                           |
| 466203     | 2012 PE3   | 16 jun 2006 | Kitt Peak     | Spacewatch          | —         | MPC                           |
| 466204     | 2012 PW8   | 5 dez 2008  | Kitt Peak     | Spacewatch          | Brangane  | MPC                           |
| 466205     | 2012 PH18  | 15 mai 2010 | WISE          | WISE                | —         | MPC                           |
| 466206     | 2012 QM21  | 12 set 2007 | Kitt Peak     | Spacewatch          | Brangane  | MPC                           |
| 466207     | 2012 QL30  | 18 nov 2007 | Mount Lemmon  | Mount Lemmon Survey | —         | MPC                           |
| 466208     | 2012 QP33  | 30 dez 2008 | Mount Lemmon  | Mount Lemmon Survey | —         | MPC                           |
| 466209     | 2012 QF36  | 25 ago 2012 | Kitt Peak     | Spacewatch          | —         | MPC                           |
| 466210     | 2012 QL46  | 10 set 2007 | Kitt Peak     | Spacewatch          | —         | MPC                           |
| 466211     | 2012 RD26  | 2 abr 2011  | Kitt Peak     | Spacewatch          | —         | MPC                           |
| 466212     | 2012 RU26  | 28 mar 2011 | Mount Lemmon  | Mount Lemmon Survey | —         | MPC                           |
| 466213     | 2012 RJ43  | 10 jun 2011 | Mount Lemmon  | Mount Lemmon Survey | —         | MPC                           |
| 466214     | 2012 SZ1   | 10 out 1996 | Kitt Peak     | Spacewatch          | —         | MPC                           |
| 466215     | 2012 SV36  | 28 ago 2006 | Catalina      | CSS                 | —         | MPC                           |
| 466216     | 2012 SF42  | 25 fev 2011 | Kitt Peak     | Spacewatch          | —         | MPC                           |
| 466217     | 2012 SP56  | 5 set 2007  | Siding Spring | SSS                 | —         | MPC                           |
| 466218     | 2012 SF62  | 16 ago 2006 | Siding Spring | SSS                 | —         | MPC                           |
| 466219     | 2012 TA1   | 15 mar 2004 | Kitt Peak     | Spacewatch          | Brangane  | MPC                           |
| 466220     | 2012 TO5   | 21 out 2008 | Mount Lemmon  | Mount Lemmon Survey | —         | MPC                           |
| 466221     | 2012 TW29  | 5 nov 2007  | Kitt Peak     | Spacewatch          | —         | MPC                           |
| 466222     | 2012 TH33  | 14 set 2007 | Mount Lemmon  | Mount Lemmon Survey | —         | MPC                           |
| 466223     | 2012 TJ55  | 21 mai 2006 | Kitt Peak     | Spacewatch          | —         | MPC                           |
| 466224     | 2012 TZ100 | 12 mai 2011 | Mount Lemmon  | Mount Lemmon Survey | —         | MPC                           |
| 466225     | 2012 TH121 | 12 mar 2010 | Mount Lemmon  | Mount Lemmon Survey | —         | MPC                           |
| 466226     | 2012 TY138 | 3 jun 2011  | Mount Lemmon  | Mount Lemmon Survey | —         | MPC                           |
| 466227     | 2012 TK175 | 8 out 2007  | Mount Lemmon  | Mount Lemmon Survey | Brangane  | MPC                           |
| 466228     | 2012 TD211 | 17 jun 2010 | WISE          | WISE                | —         | MPC                           |
| 466229     | 2012 TP218 | 27 ago 2006 | Anderson Mesa | LONEOS              | —         | MPC                           |
| 466230     | 2012 TS233 | 4 mar 2010  | Kitt Peak     | Spacewatch          | —         | MPC                           |
| 466231     | 2012 TU300 | 15 out 2001 | Socorro       | LINEAR              | —         | MPC                           |
| 466232     | 2012 TB312 | 11 jun 2011 | Mount Lemmon  | Mount Lemmon Survey | —         | MPC                           |
| 466233     | 2012 UM84  | 24 jun 2010 | WISE          | WISE                | —         | MPC                           |
| 466234     | 2012 UR131 | 2 out 2006  | Mount Lemmon  | Mount Lemmon Survey | —         | MPC                           |
| 466235     | 2012 VG50  | 18 set 2006 | Kitt Peak     | Spacewatch          | —         | MPC                           |
| 466236     | 2013 AH1   | 18 dez 2004 | Socorro       | LINEAR              | —         | MPC                           |
| 466237     | 2013 AB54  | 4 jan 2013  | Kitt Peak     | Spacewatch          | —         | MPC                           |
| 466238     | 2013 AD131 | 8 nov 2010  | Mount Lemmon  | Mount Lemmon Survey | Vesta     | MPC                           |
| 466239     | 2013 BU16  | 16 out 2009 | Mount Lemmon  | Mount Lemmon Survey | Vesta     | MPC                           |
| 466240     | 2013 BJ39  | 4 jan 2013  | Kitt Peak     | Spacewatch          | Vesta     | MPC                           |
| 466241     | 2013 CG1   | 11 mai 2005 | Mount Lemmon  | Mount Lemmon Survey | —         | MPC                           |
| 466242     | 2013 CN75  | 15 abr 2008 | Catalina      | CSS                 | —         | MPC                           |
| 466243     | 2013 CN82  | 13 fev 2008 | Kitt Peak     | Spacewatch          | —         | MPC                           |
| 466244     | 2013 CY102 | 1 jan 2012  | Mount Lemmon  | Mount Lemmon Survey | Vesta     | MPC                           |
| 466245     | 2013 CF104 | 28 set 2009 | Mount Lemmon  | Mount Lemmon Survey | Vesta     | MPC                           |
| 466246     | 2013 CK174 | 9 fev 2002  | Kitt Peak     | Spacewatch          | —         | MPC                           |
| 466247     | 2013 CT212 | 6 fev 2013  | Kitt Peak     | Spacewatch          | Vesta     | MPC                           |
| 466248     | 2013 DW11  | 13 fev 2008 | Kitt Peak     | Spacewatch          | —         | MPC                           |
| 466249     | 2013 EO    | 17 fev 2013 | Kitt Peak     | Spacewatch          | —         | MPC                           |
| 466250     | 2013 FE8   | 4 mar 2013  | Siding Spring | SSS                 | —         | MPC                           |
| 466251     | 2013 GX59  | 11 abr 2010 | Kitt Peak     | Spacewatch          | —         | MPC                           |
| 466252     | 2013 GA72  | 10 abr 2013 | Siding Spring | SSS                 | —         | MPC                           |
| 466253     | 2013 GG126 | 11 abr 2013 | Kitt Peak     | Spacewatch          | —         | MPC                           |
| 466254     | 2013 HZ28  | 8 dez 2005  | Kitt Peak     | Spacewatch          | —         | MPC                           |
| 466255     | 2013 HL29  | 28 set 2011 | Catalina      | CSS                 | —         | MPC                           |
| 466256     | 2013 JY16  | 7 jul 2010  | WISE          | WISE                | —         | MPC                           |
| 466257     | 2013 JX30  | 1 dez 2003  | Catalina      | CSS                 | —         | MPC                           |
| 466258     | 2013 JJ42  | 11 abr 2013 | Kitt Peak     | Spacewatch          | —         | MPC                           |
| 466259     | 2013 JA48  | 2 mar 2006  | Kitt Peak     | Spacewatch          | —         | MPC                           |
| 466260     | 2013 JJ48  | 4 nov 2007  | Kitt Peak     | Spacewatch          | —         | MPC                           |
| 466261     | 2013 KX6   | 3 set 2007  | Catalina      | CSS                 | —         | MPC                           |
| 466262     | 2013 KG14  | 2 nov 2007  | Mount Lemmon  | Mount Lemmon Survey | —         | MPC                           |
| 466263     | 2013 KB18  | 7 nov 2007  | Catalina      | CSS                 | —         | MPC                           |
| 466264     | 2013 LN    | 6 mai 2006  | Mount Lemmon  | Mount Lemmon Survey | Flora     | MPC                           |
| 466265     | 2013 LR2   | 6 mai 2006  | Mount Lemmon  | Mount Lemmon Survey | —         | MPC                           |
| 466266     | 2013 LM4   | 21 set 2007 | XuYi          | PMO NEO             | —         | MPC                           |
| 466267     | 2013 LN30  | 20 ago 2004 | Catalina      | CSS                 | —         | MPC                           |
| 466268     | 2013 MQ3   | 27 nov 2010 | Mount Lemmon  | Mount Lemmon Survey | —         | MPC                           |
| 466269     | 2013 MC5   | 23 fev 2012 | Mount Lemmon  | Mount Lemmon Survey | —         | MPC                           |
| 466270     | 2013 MD10  | 16 mar 2009 | Kitt Peak     | Spacewatch          | Mitidika  | MPC                           |
| 466271     | 2013 NK5   | 20 jan 2006 | Catalina      | CSS                 | —         | MPC                           |
| 466272     | 2013 NC9   | 9 dez 2004  | Kitt Peak     | Spacewatch          | —         | MPC                           |
| 466273     | 2013 NR19  | 20 fev 2006 | Kitt Peak     | Spacewatch          | —         | MPC                           |
| 466274     | 2013 OL4   | 30 jan 2011 | Mount Lemmon  | Mount Lemmon Survey | —         | MPC                           |
| 466275     | 2013 OF7   | 2 mai 2008  | Kitt Peak     | Spacewatch          | —         | MPC                           |
| 466276     | 2013 OD8   | 24 out 2008 | Catalina      | CSS                 | —         | MPC                           |
| 466277     | 2013 PH    | 19 nov 2003 | Kitt Peak     | Spacewatch          | —         | MPC                           |
| 466278     | 2013 PT    | 15 out 2009 | Mount Lemmon  | Mount Lemmon Survey | —         | MPC                           |
| 466279     | 2013 PB4   | 22 dez 2008 | Catalina      | CSS                 | —         | MPC                           |
| 466280     | 2013 PN5   | 8 fev 2011  | Kitt Peak     | Spacewatch          | —         | MPC                           |
| 466281     | 2013 PQ12  | 20 abr 2009 | Kitt Peak     | Spacewatch          | —         | MPC                           |
| 466282     | 2013 PP16  | 13 mar 2012 | Mount Lemmon  | Mount Lemmon Survey | —         | MPC                           |
| 466283     | 2013 PJ17  | 29 jan 2011 | Mount Lemmon  | Mount Lemmon Survey | —         | MPC                           |
| 466284     | 2013 PF18  | 6 fev 2007  | Mount Lemmon  | Mount Lemmon Survey | —         | MPC                           |
| 466285     | 2013 PC26  | 10 dez 2010 | Mount Lemmon  | Mount Lemmon Survey | —         | MPC                           |
| 466286     | 2013 PB29  | 28 out 1998 | Kitt Peak     | Spacewatch          | Mitidika  | MPC                           |
| 466287     | 2013 PH31  | 17 out 2010 | Mount Lemmon  | Mount Lemmon Survey | —         | MPC                           |
| 466288     | 2013 PL31  | 8 mai 2005  | Mount Lemmon  | Mount Lemmon Survey | —         | MPC                           |
| 466289     | 2013 PX47  | 26 set 2006 | Mount Lemmon  | Mount Lemmon Survey | —         | MPC                           |
| 466290     | 2013 PS48  | 9 jan 2011  | Mount Lemmon  | Mount Lemmon Survey | —         | MPC                           |
| 466291     | 2013 PK49  | 27 set 2006 | Kitt Peak     | Spacewatch          | —         | MPC                           |
| 466292     | 2013 PB53  | 17 out 2010 | Mount Lemmon  | Mount Lemmon Survey | —         | MPC                           |
| 466293     | 2013 PT63  | 20 jan 2012 | Mount Lemmon  | Mount Lemmon Survey | —         | MPC                           |
| 466294     | 2013 PC65  | 29 mar 2008 | Mount Lemmon  | Mount Lemmon Survey | —         | MPC                           |
| 466295     | 2013 PW68  | 9 out 2010  | Mount Lemmon  | Mount Lemmon Survey | —         | MPC                           |
| 466296     | 2013 PC71  | 9 mar 2008  | Mount Lemmon  | Mount Lemmon Survey | —         | MPC                           |
| 466297     | 2013 QR    | 14 jun 1999 | Kitt Peak     | Spacewatch          | —         | MPC                           |
| 466298     | 2013 QY10  | 30 jul 2008 | Siding Spring | SSS                 | —         | MPC                           |
| 466299     | 2013 QN14  | 11 set 2004 | Kitt Peak     | Spacewatch          | —         | MPC                           |
| 466300     | 2013 QK18  | 18 abr 2009 | Kitt Peak     | Spacewatch          | —         | MPC                           |

## 466301–466400
| Designação | Designação | Descoberta  | Descoberta   | Descobridor(es)     | Categoria | Mais informações / Referência |
| Permanente | Provisória | Data        | Local        | Descobridor(es)     | Categoria | Mais informações / Referência |
| ---------- | ---------- | ----------- | ------------ | ------------------- | --------- | ----------------------------- |
| 466301     | 2013 QC28  | 17 mai 2009 | Mount Lemmon | Mount Lemmon Survey | —         | MPC                           |
| 466302     | 2013 QR34  | 18 ago 2006 | Kitt Peak    | Spacewatch          | —         | MPC                           |
| 466303     | 2013 QX34  | 22 out 2006 | Kitt Peak    | Spacewatch          | —         | MPC                           |
| 466304     | 2013 QC39  | 8 abr 2002  | Kitt Peak    | Spacewatch          | —         | MPC                           |
| 466305     | 2013 QF39  | 10 set 2004 | Socorro      | LINEAR              | —         | MPC                           |
| 466306     | 2013 QC43  | 8 fev 2011  | Mount Lemmon | Mount Lemmon Survey | —         | MPC                           |
| 466307     | 2013 QY43  | 18 ago 2009 | Kitt Peak    | Spacewatch          | —         | MPC                           |
| 466308     | 2013 QR47  | 31 out 2006 | Mount Lemmon | Mount Lemmon Survey | —         | MPC                           |
| 466309     | 2013 QX47  | 3 set 2000  | Socorro      | LINEAR              | —         | MPC                           |
| 466310     | 2013 QG48  | 25 set 2009 | Catalina     | CSS                 | —         | MPC                           |
| 466311     | 2013 QQ58  | 15 dez 2004 | Kitt Peak    | Spacewatch          | —         | MPC                           |
| 466312     | 2013 QJ64  | 25 fev 2012 | Mount Lemmon | Mount Lemmon Survey | —         | MPC                           |
| 466313     | 2013 QK64  | 25 dez 2010 | Mount Lemmon | Mount Lemmon Survey | —         | MPC                           |
| 466314     | 2013 QV64  | 23 set 2008 | Mount Lemmon | Mount Lemmon Survey | —         | MPC                           |
| 466315     | 2013 QE65  | 3 fev 2006  | Mount Lemmon | Mount Lemmon Survey | —         | MPC                           |
| 466316     | 2013 QC68  | 28 jul 2013 | Kitt Peak    | Spacewatch          | —         | MPC                           |
| 466317     | 2013 QH70  | 9 jun 2013  | Mount Lemmon | Mount Lemmon Survey | —         | MPC                           |
| 466318     | 2013 QT70  | 18 ago 2006 | Kitt Peak    | Spacewatch          | —         | MPC                           |
| 466319     | 2013 QJ74  | 5 mar 2008  | Mount Lemmon | Mount Lemmon Survey | —         | MPC                           |
| 466320     | 2013 QO78  | 12 abr 2005 | Kitt Peak    | Spacewatch          | —         | MPC                           |
| 466321     | 2013 QB79  | 7 fev 2011  | Mount Lemmon | Mount Lemmon Survey | —         | MPC                           |
| 466322     | 2013 QQ80  | 25 fev 2011 | Mount Lemmon | Mount Lemmon Survey | —         | MPC                           |
| 466323     | 2013 QD82  | 19 ago 2006 | Kitt Peak    | Spacewatch          | —         | MPC                           |
| 466324     | 2013 QQ82  | 30 set 2009 | Mount Lemmon | Mount Lemmon Survey | —         | MPC                           |
| 466325     | 2013 RR1   | 10 mar 2007 | Mount Lemmon | Mount Lemmon Survey | Eos       | MPC                           |
| 466326     | 2013 RG8   | 30 dez 2005 | Kitt Peak    | Spacewatch          | —         | MPC                           |
| 466327     | 2013 RR8   | 12 ago 2013 | Kitt Peak    | Spacewatch          | —         | MPC                           |
| 466328     | 2013 RE16  | 27 out 2005 | Kitt Peak    | Spacewatch          | —         | MPC                           |
| 466329     | 2013 RB18  | 26 set 2000 | Socorro      | LINEAR              | —         | MPC                           |
| 466330     | 2013 RC19  | 1 abr 2012  | Mount Lemmon | Mount Lemmon Survey | —         | MPC                           |
| 466331     | 2013 RG22  | 2 set 2013  | Mount Lemmon | Mount Lemmon Survey | —         | MPC                           |
| 466332     | 2013 RZ24  | 6 set 2008  | Mount Lemmon | Mount Lemmon Survey | —         | MPC                           |
| 466333     | 2013 RR25  | 29 mar 2011 | Mount Lemmon | Mount Lemmon Survey | —         | MPC                           |
| 466334     | 2013 RJ26  | 24 abr 2004 | Kitt Peak    | Spacewatch          | —         | MPC                           |
| 466335     | 2013 RF27  | 25 abr 2007 | Kitt Peak    | Spacewatch          | —         | MPC                           |
| 466336     | 2013 RK28  | 4 set 2013  | Mount Lemmon | Mount Lemmon Survey | —         | MPC                           |
| 466337     | 2013 RU28  | 29 out 2008 | Kitt Peak    | Spacewatch          | —         | MPC                           |
| 466338     | 2013 RD29  | 28 set 2009 | Kitt Peak    | Spacewatch          | —         | MPC                           |
| 466339     | 2013 RS30  | 3 set 2013  | Kitt Peak    | Spacewatch          | —         | MPC                           |
| 466340     | 2013 RN32  | 17 nov 2006 | Kitt Peak    | Spacewatch          | —         | MPC                           |
| 466341     | 2013 RG33  | 23 jan 2011 | Mount Lemmon | Mount Lemmon Survey | Mitidika  | MPC                           |
| 466342     | 2013 RQ36  | 3 set 2013  | Kitt Peak    | Spacewatch          | —         | MPC                           |
| 466343     | 2013 RL37  | 28 mar 2011 | Mount Lemmon | Mount Lemmon Survey | —         | MPC                           |
| 466344     | 2013 RT40  | 7 fev 2010  | WISE         | WISE                | —         | MPC                           |
| 466345     | 2013 RM45  | 8 jan 2010  | Kitt Peak    | Spacewatch          | Brangane  | MPC                           |
| 466346     | 2013 RW48  | 28 mar 2012 | Kitt Peak    | Spacewatch          | —         | MPC                           |
| 466347     | 2013 RS49  | 9 nov 2009  | Kitt Peak    | Spacewatch          | —         | MPC                           |
| 466348     | 2013 RA51  | 13 fev 2011 | Mount Lemmon | Mount Lemmon Survey | —         | MPC                           |
| 466349     | 2013 RP52  | 14 dez 2010 | Mount Lemmon | Mount Lemmon Survey | —         | MPC                           |
| 466350     | 2013 RS54  | 26 mar 2010 | WISE         | WISE                | —         | MPC                           |
| 466351     | 2013 RT55  | 13 jan 2010 | Mount Lemmon | Mount Lemmon Survey | Brangane  | MPC                           |
| 466352     | 2013 RF57  | 29 out 2005 | Kitt Peak    | Spacewatch          | —         | MPC                           |
| 466353     | 2013 RE58  | 1 set 2005  | Kitt Peak    | Spacewatch          | —         | MPC                           |
| 466354     | 2013 RT58  | 5 set 2008  | Kitt Peak    | Spacewatch          | —         | MPC                           |
| 466355     | 2013 RY58  | 8 mai 2005  | Kitt Peak    | Spacewatch          | —         | MPC                           |
| 466356     | 2013 RO60  | 14 set 2007 | Mount Lemmon | Mount Lemmon Survey | —         | MPC                           |
| 466357     | 2013 RQ60  | 9 mar 2011  | Mount Lemmon | Mount Lemmon Survey | —         | MPC                           |
| 466358     | 2013 RV60  | 30 set 2009 | Mount Lemmon | Mount Lemmon Survey | —         | MPC                           |
| 466359     | 2013 RX61  | 25 nov 2009 | Kitt Peak    | Spacewatch          | —         | MPC                           |
| 466360     | 2013 RG62  | 24 fev 2008 | Mount Lemmon | Mount Lemmon Survey | —         | MPC                           |
| 466361     | 2013 RZ62  | 14 out 1999 | Kitt Peak    | Spacewatch          | —         | MPC                           |
| 466362     | 2013 RH63  | 24 set 2008 | Kitt Peak    | Spacewatch          | —         | MPC                           |
| 466363     | 2013 RL71  | 25 fev 2011 | Mount Lemmon | Mount Lemmon Survey | —         | MPC                           |
| 466364     | 2013 RU74  | 3 mar 2010  | WISE         | WISE                | —         | MPC                           |
| 466365     | 2013 RD78  | 4 mar 2005  | Mount Lemmon | Mount Lemmon Survey | —         | MPC                           |
| 466366     | 2013 RM81  | 8 mar 2005  | Mount Lemmon | Mount Lemmon Survey | —         | MPC                           |
| 466367     | 2013 RN82  | 19 abr 2006 | Mount Lemmon | Mount Lemmon Survey | —         | MPC                           |
| 466368     | 2013 RT85  | 13 set 2013 | Kitt Peak    | Spacewatch          | —         | MPC                           |
| 466369     | 2013 RO86  | 11 set 2004 | Socorro      | LINEAR              | —         | MPC                           |
| 466370     | 2013 RC88  | 6 out 2008  | Mount Lemmon | Mount Lemmon Survey | —         | MPC                           |
| 466371     | 2013 RJ88  | 22 mai 2012 | Mount Lemmon | Mount Lemmon Survey | —         | MPC                           |
| 466372     | 2013 RA89  | 28 set 2008 | Mount Lemmon | Mount Lemmon Survey | —         | MPC                           |
| 466373     | 2013 RY89  | 13 mar 2005 | Catalina     | CSS                 | —         | MPC                           |
| 466374     | 2013 RY90  | 6 set 2013  | Kitt Peak    | Spacewatch          | Eos       | MPC                           |
| 466375     | 2013 RB93  | 30 abr 2008 | Mount Lemmon | Mount Lemmon Survey | —         | MPC                           |
| 466376     | 2013 RN93  | 23 set 2008 | Kitt Peak    | Spacewatch          | Brangane  | MPC                           |
| 466377     | 2013 RQ96  | 30 set 2009 | Mount Lemmon | Mount Lemmon Survey | —         | MPC                           |
| 466378     | 2013 SS8   | 18 fev 2010 | Kitt Peak    | Spacewatch          | —         | MPC                           |
| 466379     | 2013 SY14  | 6 mar 2008  | Mount Lemmon | Mount Lemmon Survey | —         | MPC                           |
| 466380     | 2013 SU15  | 16 mar 2012 | Mount Lemmon | Mount Lemmon Survey | —         | MPC                           |
| 466381     | 2013 SP16  | 16 ago 2009 | Catalina     | CSS                 | —         | MPC                           |
| 466382     | 2013 SO21  | 19 set 2008 | Kitt Peak    | Spacewatch          | —         | MPC                           |
| 466383     | 2013 SX26  | 2 out 2008  | Mount Lemmon | Mount Lemmon Survey | Brangane  | MPC                           |
| 466384     | 2013 SQ33  | 11 mai 2004 | Catalina     | CSS                 | —         | MPC                           |
| 466385     | 2013 SK34  | 30 mar 2011 | Mount Lemmon | Mount Lemmon Survey | —         | MPC                           |
| 466386     | 2013 SX38  | 12 abr 2011 | Mount Lemmon | Mount Lemmon Survey | —         | MPC                           |
| 466387     | 2013 SD42  | 13 set 2007 | Mount Lemmon | Mount Lemmon Survey | —         | MPC                           |
| 466388     | 2013 SO42  | 30 ago 2009 | Kitt Peak    | Spacewatch          | —         | MPC                           |
| 466389     | 2013 SH43  | 26 mar 2011 | Kitt Peak    | Spacewatch          | —         | MPC                           |
| 466390     | 2013 SQ45  | 26 out 2008 | Kitt Peak    | Spacewatch          | —         | MPC                           |
| 466391     | 2013 SV45  | 2 abr 2011  | Kitt Peak    | Spacewatch          | —         | MPC                           |
| 466392     | 2013 SK46  | 8 out 2008  | Mount Lemmon | Mount Lemmon Survey | —         | MPC                           |
| 466393     | 2013 SF47  | 10 nov 2005 | Mount Lemmon | Mount Lemmon Survey | —         | MPC                           |
| 466394     | 2013 SO47  | 21 set 2009 | Kitt Peak    | Spacewatch          | Phocaea   | MPC                           |
| 466395     | 2013 SC51  | 20 set 2008 | Catalina     | CSS                 | —         | MPC                           |
| 466396     | 2013 SL51  | 6 out 2008  | Mount Lemmon | Mount Lemmon Survey | —         | MPC                           |
| 466397     | 2013 SS56  | 23 jan 2006 | Kitt Peak    | Spacewatch          | —         | MPC                           |
| 466398     | 2013 SL61  | 25 jan 2006 | Kitt Peak    | Spacewatch          | —         | MPC                           |
| 466399     | 2013 SQ61  | 3 jul 2005  | Mount Lemmon | Mount Lemmon Survey | —         | MPC                           |
| 466400     | 2013 SZ61  | 2 set 2013  | Mount Lemmon | Mount Lemmon Survey | —         | MPC                           |

## 466401–466500
| Designação | Designação | Descoberta  | Descoberta    | Descobridor(es)     | Categoria | Mais informações / Referência |
| Permanente | Provisória | Data        | Local         | Descobridor(es)     | Categoria | Mais informações / Referência |
| ---------- | ---------- | ----------- | ------------- | ------------------- | --------- | ----------------------------- |
| 466401     | 2013 SX63  | 24 abr 2001 | Kitt Peak     | Spacewatch          | —         | MPC                           |
| 466402     | 2013 SE64  | 1 out 2008  | Mount Lemmon  | Mount Lemmon Survey | —         | MPC                           |
| 466403     | 2013 SB66  | 16 fev 2010 | Kitt Peak     | Spacewatch          | —         | MPC                           |
| 466404     | 2013 SG67  | 30 set 2003 | Kitt Peak     | Spacewatch          | —         | MPC                           |
| 466405     | 2013 SQ68  | 16 set 2003 | Kitt Peak     | Spacewatch          | —         | MPC                           |
| 466406     | 2013 SQ72  | 13 abr 2012 | Mount Lemmon  | Mount Lemmon Survey | —         | MPC                           |
| 466407     | 2013 SH74  | 6 set 2008  | Kitt Peak     | Spacewatch          | —         | MPC                           |
| 466408     | 2013 SC79  | 23 jan 2006 | Mount Lemmon  | Mount Lemmon Survey | —         | MPC                           |
| 466409     | 2013 SE79  | 26 jan 2011 | Mount Lemmon  | Mount Lemmon Survey | —         | MPC                           |
| 466410     | 2013 SN80  | 26 nov 2009 | Mount Lemmon  | Mount Lemmon Survey | —         | MPC                           |
| 466411     | 2013 SR80  | 30 out 2008 | Kitt Peak     | Spacewatch          | —         | MPC                           |
| 466412     | 2013 SV80  | 26 fev 2011 | Mount Lemmon  | Mount Lemmon Survey | —         | MPC                           |
| 466413     | 2013 SA81  | 20 out 1995 | Kitt Peak     | Spacewatch          | —         | MPC                           |
| 466414     | 2013 TH1   | 30 mar 2011 | Mount Lemmon  | Mount Lemmon Survey | —         | MPC                           |
| 466415     | 2013 TD2   | 27 set 2003 | Kitt Peak     | Spacewatch          | —         | MPC                           |
| 466416     | 2013 TX4   | 9 mai 2005  | Siding Spring | SSS                 | —         | MPC                           |
| 466417     | 2013 TQ6   | 27 out 2009 | Kitt Peak     | Spacewatch          | —         | MPC                           |
| 466418     | 2013 TY6   | 9 nov 2009  | Mount Lemmon  | Mount Lemmon Survey | —         | MPC                           |
| 466419     | 2013 TL7   | 2 abr 2005  | Kitt Peak     | Spacewatch          | —         | MPC                           |
| 466420     | 2013 TF10  | 30 jul 2008 | Mount Lemmon  | Mount Lemmon Survey | —         | MPC                           |
| 466421     | 2013 TH17  | 2 dez 2008  | Kitt Peak     | Spacewatch          | Brangane  | MPC                           |
| 466422     | 2013 TA21  | 23 set 2008 | Mount Lemmon  | Mount Lemmon Survey | —         | MPC                           |
| 466423     | 2013 TV27  | 3 set 2013  | Kitt Peak     | Spacewatch          | —         | MPC                           |
| 466424     | 2013 TR29  | 30 mai 2012 | Mount Lemmon  | Mount Lemmon Survey | —         | MPC                           |
| 466425     | 2013 TK30  | 1 out 2013  | Kitt Peak     | Spacewatch          | —         | MPC                           |
| 466426     | 2013 TG32  | 8 nov 2009  | Mount Lemmon  | Mount Lemmon Survey | —         | MPC                           |
| 466427     | 2013 TZ33  | 8 jan 2010  | WISE          | WISE                | —         | MPC                           |
| 466428     | 2013 TR39  | 23 abr 2012 | Kitt Peak     | Spacewatch          | —         | MPC                           |
| 466429     | 2013 TE43  | 19 nov 2009 | Mount Lemmon  | Mount Lemmon Survey | —         | MPC                           |
| 466430     | 2013 TD46  | 3 out 2013  | Mount Lemmon  | Mount Lemmon Survey | Brangane  | MPC                           |
| 466431     | 2013 TS47  | 5 out 2004  | Kitt Peak     | Spacewatch          | —         | MPC                           |
| 466432     | 2013 TX48  | 24 out 2008 | Kitt Peak     | Spacewatch          | —         | MPC                           |
| 466433     | 2013 TV51  | 14 out 2009 | Mount Lemmon  | Mount Lemmon Survey | —         | MPC                           |
| 466434     | 2013 TW51  | 21 set 2008 | Mount Lemmon  | Mount Lemmon Survey | —         | MPC                           |
| 466435     | 2013 TE57  | 23 out 1997 | Kitt Peak     | Spacewatch          | —         | MPC                           |
| 466436     | 2013 TG59  | 23 out 2009 | Kitt Peak     | Spacewatch          | —         | MPC                           |
| 466437     | 2013 TC64  | 24 out 2008 | Kitt Peak     | Spacewatch          | —         | MPC                           |
| 466438     | 2013 TH70  | 7 nov 2008  | Mount Lemmon  | Mount Lemmon Survey | —         | MPC                           |
| 466439     | 2013 TL70  | 2 mai 2006  | Mount Lemmon  | Mount Lemmon Survey | —         | MPC                           |
| 466440     | 2013 TW70  | 7 out 2004  | Kitt Peak     | Spacewatch          | —         | MPC                           |
| 466441     | 2013 TL71  | 14 mar 2007 | Kitt Peak     | Spacewatch          | —         | MPC                           |
| 466442     | 2013 TX72  | 3 out 2013  | Kitt Peak     | Spacewatch          | —         | MPC                           |
| 466443     | 2013 TQ81  | 20 nov 2009 | Kitt Peak     | Spacewatch          | —         | MPC                           |
| 466444     | 2013 TE82  | 13 mar 2011 | Mount Lemmon  | Mount Lemmon Survey | —         | MPC                           |
| 466445     | 2013 TQ84  | 5 set 2008  | Kitt Peak     | Spacewatch          | —         | MPC                           |
| 466446     | 2013 TG85  | 5 set 2007  | Mount Lemmon  | Mount Lemmon Survey | Eos       | MPC                           |
| 466447     | 2013 TA88  | 19 abr 2007 | Kitt Peak     | Spacewatch          | —         | MPC                           |
| 466448     | 2013 TJ90  | 5 set 2008  | Kitt Peak     | Spacewatch          | Eos       | MPC                           |
| 466449     | 2013 TH95  | 2 abr 2011  | Kitt Peak     | Spacewatch          | —         | MPC                           |
| 466450     | 2013 TL96  | 15 set 2007 | Kitt Peak     | Spacewatch          | —         | MPC                           |
| 466451     | 2013 TO96  | 4 set 2007  | Mount Lemmon  | Mount Lemmon Survey | Ursula    | MPC                           |
| 466452     | 2013 TF98  | 13 abr 2011 | Kitt Peak     | Spacewatch          | —         | MPC                           |
| 466453     | 2013 TL98  | 11 set 2007 | Mount Lemmon  | Mount Lemmon Survey | —         | MPC                           |
| 466454     | 2013 TM98  | 4 dez 2008  | Kitt Peak     | Spacewatch          | —         | MPC                           |
| 466455     | 2013 TF104 | 15 mai 2010 | WISE          | WISE                | —         | MPC                           |
| 466456     | 2013 TM105 | 3 nov 2005  | Catalina      | CSS                 | —         | MPC                           |
| 466457     | 2013 TZ107 | 29 ago 2006 | Kitt Peak     | Spacewatch          | —         | MPC                           |
| 466458     | 2013 TU108 | 10 out 2007 | Mount Lemmon  | Mount Lemmon Survey | —         | MPC                           |
| 466459     | 2013 TR112 | 12 set 2007 | Mount Lemmon  | Mount Lemmon Survey | —         | MPC                           |
| 466460     | 2013 TH115 | 3 out 2013  | Kitt Peak     | Spacewatch          | —         | MPC                           |
| 466461     | 2013 TH120 | 25 nov 2009 | Kitt Peak     | Spacewatch          | —         | MPC                           |
| 466462     | 2013 TY121 | 30 abr 2006 | Kitt Peak     | Spacewatch          | Brangane  | MPC                           |
| 466463     | 2013 TG122 | 9 mai 2011  | Mount Lemmon  | Mount Lemmon Survey | —         | MPC                           |
| 466464     | 2013 TK124 | 8 jan 2010  | WISE          | WISE                | —         | MPC                           |
| 466465     | 2013 TH125 | 7 set 2008  | Catalina      | CSS                 | —         | MPC                           |
| 466466     | 2013 TJ127 | 1 dez 2008  | Kitt Peak     | Spacewatch          | —         | MPC                           |
| 466467     | 2013 TO128 | 30 abr 2005 | Kitt Peak     | Spacewatch          | —         | MPC                           |
| 466468     | 2013 TA129 | 6 set 2013  | Kitt Peak     | Spacewatch          | —         | MPC                           |
| 466469     | 2013 TN130 | 25 set 2013 | Catalina      | CSS                 | —         | MPC                           |
| 466470     | 2013 TB133 | 14 abr 2007 | Kitt Peak     | Spacewatch          | —         | MPC                           |
| 466471     | 2013 TU133 | 21 set 2009 | Mount Lemmon  | Mount Lemmon Survey | —         | MPC                           |
| 466472     | 2013 TM138 | 28 set 2008 | Mount Lemmon  | Mount Lemmon Survey | Brangane  | MPC                           |
| 466473     | 2013 TT139 | 21 mar 2010 | Mount Lemmon  | Mount Lemmon Survey | —         | MPC                           |
| 466474     | 2013 TU139 | 22 set 2009 | Mount Lemmon  | Mount Lemmon Survey | —         | MPC                           |
| 466475     | 2013 TY140 | 4 abr 2005  | Mount Lemmon  | Mount Lemmon Survey | —         | MPC                           |
| 466476     | 2013 TR141 | 24 fev 2006 | Kitt Peak     | Spacewatch          | —         | MPC                           |
| 466477     | 2013 TD143 | 16 jun 2012 | Mount Lemmon  | Mount Lemmon Survey | Ursula    | MPC                           |
| 466478     | 2013 UU2   | 6 out 1999  | Socorro       | LINEAR              | —         | MPC                           |
| 466479     | 2013 UR6   | 7 set 2000  | Socorro       | LINEAR              | —         | MPC                           |
| 466480     | 2013 UU9   | 19 nov 2008 | Mount Lemmon  | Mount Lemmon Survey | —         | MPC                           |
| 466481     | 2013 UJ13  | 13 set 2013 | Mount Lemmon  | Mount Lemmon Survey | —         | MPC                           |
| 466482     | 2013 UC14  | 5 set 2007  | Catalina      | CSS                 | —         | MPC                           |
| 466483     | 2013 VO2   | 14 set 2013 | Mount Lemmon  | Mount Lemmon Survey | —         | MPC                           |
| 466484     | 2013 VY3   | 26 out 2013 | Catalina      | CSS                 | —         | MPC                           |
| 466485     | 2013 VG11  | 15 out 2013 | Kitt Peak     | Spacewatch          | Ursula    | MPC                           |
| 466486     | 2013 VZ19  | 1 nov 2008  | Catalina      | CSS                 | —         | MPC                           |
| 466487     | 2013 VD22  | 16 out 2007 | Mount Lemmon  | Mount Lemmon Survey | —         | MPC                           |
| 466488     | 2013 WB3   | 25 out 2008 | Kitt Peak     | Spacewatch          | —         | MPC                           |
| 466489     | 2013 WQ6   | 22 mai 2011 | Mount Lemmon  | Mount Lemmon Survey | —         | MPC                           |
| 466490     | 2013 WK11  | 20 jul 2012 | Siding Spring | SSS                 | —         | MPC                           |
| 466491     | 2013 WB22  | 7 fev 2002  | Kitt Peak     | Spacewatch          | —         | MPC                           |
| 466492     | 2013 WP23  | 11 out 2007 | Kitt Peak     | Spacewatch          | —         | MPC                           |
| 466493     | 2013 WV26  | 1 out 2008  | Catalina      | CSS                 | —         | MPC                           |
| 466494     | 2013 WB30  | 14 set 2007 | Mount Lemmon  | Mount Lemmon Survey | —         | MPC                           |
| 466495     | 2013 WN30  | 9 out 2007  | Kitt Peak     | Spacewatch          | —         | MPC                           |
| 466496     | 2013 WU40  | 12 abr 2011 | Mount Lemmon  | Mount Lemmon Survey | —         | MPC                           |
| 466497     | 2013 WC61  | 26 mai 2011 | Mount Lemmon  | Mount Lemmon Survey | —         | MPC                           |
| 466498     | 2013 WD62  | 14 set 2013 | Mount Lemmon  | Mount Lemmon Survey | —         | MPC                           |
| 466499     | 2013 WA63  | 15 set 2007 | Catalina      | CSS                 | —         | MPC                           |
| 466500     | 2013 WQ98  | 20 out 2007 | Mount Lemmon  | Mount Lemmon Survey | —         | MPC                           |

## 466501–466600
| Designação | Designação | Descoberta  | Descoberta    | Descobridor(es)     | Categoria | Mais informações / Referência |
| Permanente | Provisória | Data        | Local         | Descobridor(es)     | Categoria | Mais informações / Referência |
| ---------- | ---------- | ----------- | ------------- | ------------------- | --------- | ----------------------------- |
| 466501     | 2013 WF105 | 16 mai 2010 | WISE          | WISE                | —         | MPC                           |
| 466502     | 2013 YY53  | 28 nov 2013 | Mount Lemmon  | Mount Lemmon Survey | —         | MPC                           |
| 466503     | 2013 YJ103 | 25 ago 2004 | Siding Spring | SSS                 | —         | MPC                           |
| 466504     | 2014 AX20  | 1 nov 2008  | Mount Lemmon  | Mount Lemmon Survey | —         | MPC                           |
| 466505     | 2014 AH51  | 3 jan 2014  | Catalina      | CSS                 | —         | MPC                           |
| 466506     | 2014 DE89  | 16 out 2007 | Mount Lemmon  | Mount Lemmon Survey | —         | MPC                           |
| 466507     | 2014 FK33  | 25 mar 2014 | Mount Lemmon  | Mount Lemmon Survey | —         | MPC                           |
| 466508     | 2014 GY48  | 8 abr 2014  | Catalina      | CSS                 | —         | MPC                           |
| 466509     | 2014 OP28  | 20 out 2011 | Kitt Peak     | Spacewatch          | —         | MPC                           |
| 466510     | 2014 OP122 | 22 fev 2009 | Kitt Peak     | Spacewatch          | —         | MPC                           |
| 466511     | 2014 OH187 | 22 ago 2004 | Kitt Peak     | Spacewatch          | —         | MPC                           |
| 466512     | 2014 OE295 | 11 out 2007 | Mount Lemmon  | Mount Lemmon Survey | —         | MPC                           |
| 466513     | 2014 OW338 | 30 set 2003 | Socorro       | LINEAR              | —         | MPC                           |
| 466514     | 2014 PO44  | 2 jun 2014  | Mount Lemmon  | Mount Lemmon Survey | —         | MPC                           |
| 466515     | 2014 PJ56  | 13 set 2007 | Catalina      | CSS                 | —         | MPC                           |
| 466516     | 2014 QV140 | 31 jan 2006 | Kitt Peak     | Spacewatch          | —         | MPC                           |
| 466517     | 2014 QS204 | 9 out 2007  | Mount Lemmon  | Mount Lemmon Survey | —         | MPC                           |
| 466518     | 2014 QD214 | 14 set 2007 | Mount Lemmon  | Mount Lemmon Survey | —         | MPC                           |
| 466519     | 2014 QP368 | 16 nov 2006 | Mount Lemmon  | Mount Lemmon Survey | —         | MPC                           |
| 466520     | 2014 QJ369 | 4 nov 2004  | Kitt Peak     | Spacewatch          | —         | MPC                           |
| 466521     | 2014 QR373 | 28 fev 2008 | Kitt Peak     | Spacewatch          | —         | MPC                           |
| 466522     | 2014 QH377 | 30 set 2003 | Kitt Peak     | Spacewatch          | —         | MPC                           |
| 466523     | 2014 QC409 | 21 dez 2006 | Kitt Peak     | Spacewatch          | —         | MPC                           |
| 466524     | 2014 QV420 | 13 out 2007 | Mount Lemmon  | Mount Lemmon Survey | —         | MPC                           |
| 466525     | 2014 QC421 | 5 mar 2008  | Mount Lemmon  | Mount Lemmon Survey | —         | MPC                           |
| 466526     | 2014 QA432 | 13 mar 2012 | Kitt Peak     | Spacewatch          | —         | MPC                           |
| 466527     | 2014 QN438 | 13 nov 2007 | Kitt Peak     | Spacewatch          | —         | MPC                           |
| 466528     | 2014 RV58  | 25 out 2008 | Kitt Peak     | Spacewatch          | —         | MPC                           |
| 466529     | 2014 SF    | 22 out 2009 | Mount Lemmon  | Mount Lemmon Survey | —         | MPC                           |
| 466530     | 2014 SR    | 11 dez 2010 | Siding Spring | SSS                 | —         | MPC                           |
| 466531     | 2014 SF23  | 29 jan 2007 | Kitt Peak     | Spacewatch          | —         | MPC                           |
| 466532     | 2014 SF56  | 8 nov 2007  | Socorro       | LINEAR              | —         | MPC                           |
| 466533     | 2014 SH57  | 1 fev 2009  | Kitt Peak     | Spacewatch          | —         | MPC                           |
| 466534     | 2014 SJ96  | 1 dez 2003  | Kitt Peak     | Spacewatch          | —         | MPC                           |
| 466535     | 2014 SP119 | 27 fev 2006 | Kitt Peak     | Spacewatch          | —         | MPC                           |
| 466536     | 2014 SR123 | 8 out 2007  | Mount Lemmon  | Mount Lemmon Survey | —         | MPC                           |
| 466537     | 2014 SH147 | 18 out 2011 | Mount Lemmon  | Mount Lemmon Survey | —         | MPC                           |
| 466538     | 2014 SR154 | 10 mar 2003 | Kitt Peak     | Spacewatch          | —         | MPC                           |
| 466539     | 2014 SA158 | 8 out 2004  | Kitt Peak     | Spacewatch          | —         | MPC                           |
| 466540     | 2014 SY160 | 27 set 2006 | Catalina      | CSS                 | Juno      | MPC                           |
| 466541     | 2014 SD212 | 17 nov 2009 | Catalina      | CSS                 | —         | MPC                           |
| 466542     | 2014 SD225 | 27 mar 2008 | Mount Lemmon  | Mount Lemmon Survey | Juno      | MPC                           |
| 466543     | 2014 SO226 | 3 fev 2009  | Mount Lemmon  | Mount Lemmon Survey | —         | MPC                           |
| 466544     | 2014 SD227 | 1 fev 2006  | Mount Lemmon  | Mount Lemmon Survey | —         | MPC                           |
| 466545     | 2014 SM233 | 3 out 2006  | Mount Lemmon  | Mount Lemmon Survey | —         | MPC                           |
| 466546     | 2014 SN287 | 14 set 1994 | Kitt Peak     | Spacewatch          | —         | MPC                           |
| 466547     | 2014 SD291 | 21 fev 1995 | Kitt Peak     | Spacewatch          | —         | MPC                           |
| 466548     | 2014 SJ299 | 2 mai 2010  | WISE          | WISE                | —         | MPC                           |
| 466549     | 2014 SK301 | 2 mar 2010  | WISE          | WISE                | —         | MPC                           |
| 466550     | 2014 SX307 | 12 ago 2007 | XuYi          | PMO NEO             | —         | MPC                           |
| 466551     | 2014 SN310 | 10 out 2004 | Kitt Peak     | Spacewatch          | —         | MPC                           |
| 466552     | 2014 SS310 | 16 set 2009 | Mount Lemmon  | Mount Lemmon Survey | —         | MPC                           |
| 466553     | 2014 SZ318 | 18 nov 2006 | Kitt Peak     | Spacewatch          | —         | MPC                           |
| 466554     | 2014 SP319 | 15 jun 2010 | Mount Lemmon  | Mount Lemmon Survey | —         | MPC                           |
| 466555     | 2014 SR320 | 28 out 2010 | Mount Lemmon  | Mount Lemmon Survey | —         | MPC                           |
| 466556     | 2014 SB323 | 3 nov 2004  | Kitt Peak     | Spacewatch          | —         | MPC                           |
| 466557     | 2014 SG330 | 17 set 2003 | Kitt Peak     | Spacewatch          | —         | MPC                           |
| 466558     | 2014 SL333 | 19 set 1998 | Kitt Peak     | Spacewatch          | —         | MPC                           |
| 466559     | 2014 SO338 | 21 out 2003 | Kitt Peak     | Spacewatch          | Erigone   | MPC                           |
| 466560     | 2014 TQ13  | 18 set 2003 | Kitt Peak     | Spacewatch          | Brangane  | MPC                           |
| 466561     | 2014 TJ15  | 16 set 2010 | Mount Lemmon  | Mount Lemmon Survey | —         | MPC                           |
| 466562     | 2014 TJ16  | 26 fev 2007 | Mount Lemmon  | Mount Lemmon Survey | Ino       | MPC                           |
| 466563     | 2014 TJ23  | 3 fev 2008  | Mount Lemmon  | Mount Lemmon Survey | —         | MPC                           |
| 466564     | 2014 TA27  | 4 abr 2008  | Catalina      | CSS                 | —         | MPC                           |
| 466565     | 2014 TQ59  | 25 jan 2007 | Kitt Peak     | Spacewatch          | —         | MPC                           |
| 466566     | 2014 TX64  | 29 jan 2007 | Kitt Peak     | Spacewatch          | —         | MPC                           |
| 466567     | 2014 TO68  | 1 abr 2012  | Mount Lemmon  | Mount Lemmon Survey | —         | MPC                           |
| 466568     | 2014 UM4   | 18 nov 2003 | Kitt Peak     | Spacewatch          | —         | MPC                           |
| 466569     | 2014 UP4   | 12 jan 2010 | Catalina      | CSS                 | —         | MPC                           |
| 466570     | 2014 UU4   | 13 set 2005 | Kitt Peak     | Spacewatch          | —         | MPC                           |
| 466571     | 2014 UU16  | 28 out 2006 | Kitt Peak     | Spacewatch          | —         | MPC                           |
| 466572     | 2014 UX19  | 13 mar 2010 | WISE          | WISE                | —         | MPC                           |
| 466573     | 2014 UU21  | 18 out 2003 | Anderson Mesa | LONEOS              | —         | MPC                           |
| 466574     | 2014 UD24  | 27 out 2005 | Anderson Mesa | LONEOS              | —         | MPC                           |
| 466575     | 2014 UW24  | 19 nov 2003 | Anderson Mesa | LONEOS              | —         | MPC                           |
| 466576     | 2014 UR27  | 10 mai 2005 | Kitt Peak     | Spacewatch          | —         | MPC                           |
| 466577     | 2014 UX41  | 23 out 1998 | Kitt Peak     | Spacewatch          | —         | MPC                           |
| 466578     | 2014 UC53  | 27 jan 2011 | Kitt Peak     | Spacewatch          | —         | MPC                           |
| 466579     | 2014 UO65  | 26 set 2007 | Mount Lemmon  | Mount Lemmon Survey | —         | MPC                           |
| 466580     | 2014 UD68  | 5 out 2004  | Kitt Peak     | Spacewatch          | —         | MPC                           |
| 466581     | 2014 UK83  | 11 out 2007 | Mount Lemmon  | Mount Lemmon Survey | —         | MPC                           |
| 466582     | 2014 UD84  | 2 jan 2011  | Mount Lemmon  | Mount Lemmon Survey | —         | MPC                           |
| 466583     | 2014 UP84  | 19 nov 2009 | Mount Lemmon  | Mount Lemmon Survey | —         | MPC                           |
| 466584     | 2014 UC93  | 19 dez 2007 | Mount Lemmon  | Mount Lemmon Survey | —         | MPC                           |
| 466585     | 2014 UH99  | 10 fev 2008 | Mount Lemmon  | Mount Lemmon Survey | —         | MPC                           |
| 466586     | 2014 UE101 | 10 out 2007 | Kitt Peak     | Spacewatch          | —         | MPC                           |
| 466587     | 2014 UA105 | 3 mar 2005  | Kitt Peak     | Spacewatch          | —         | MPC                           |
| 466588     | 2014 UH109 | 1 fev 2005  | Kitt Peak     | Spacewatch          | —         | MPC                           |
| 466589     | 2014 UA114 | 13 abr 2012 | Mount Lemmon  | Mount Lemmon Survey | —         | MPC                           |
| 466590     | 2014 UT117 | 29 dez 2005 | Socorro       | LINEAR              | —         | MPC                           |
| 466591     | 2014 US118 | 3 dez 2010  | Mount Lemmon  | Mount Lemmon Survey | —         | MPC                           |
| 466592     | 2014 UT121 | 3 jan 2000  | Kitt Peak     | Spacewatch          | —         | MPC                           |
| 466593     | 2014 UT124 | 18 dez 2003 | Socorro       | LINEAR              | —         | MPC                           |
| 466594     | 2014 UF144 | 17 set 2003 | Kitt Peak     | Spacewatch          | —         | MPC                           |
| 466595     | 2014 UF164 | 11 jun 2008 | Kitt Peak     | Spacewatch          | —         | MPC                           |
| 466596     | 2014 UK169 | 9 fev 2008  | Catalina      | CSS                 | —         | MPC                           |
| 466597     | 2014 UF170 | 5 nov 2007  | Kitt Peak     | Spacewatch          | —         | MPC                           |
| 466598     | 2014 UL178 | 29 mar 2009 | Mount Lemmon  | Mount Lemmon Survey | —         | MPC                           |
| 466599     | 2014 UZ184 | 30 abr 2006 | Kitt Peak     | Spacewatch          | —         | MPC                           |
| 466600     | 2014 UB185 | 31 out 2006 | Mount Lemmon  | Mount Lemmon Survey | —         | MPC                           |

## 466601–466700
| Designação | Designação | Descoberta  | Descoberta    | Descobridor(es)     | Categoria | Mais informações / Referência |
| Permanente | Provisória | Data        | Local         | Descobridor(es)     | Categoria | Mais informações / Referência |
| ---------- | ---------- | ----------- | ------------- | ------------------- | --------- | ----------------------------- |
| 466601     | 2014 UC193 | 6 set 2004  | Siding Spring | SSS                 | —         | MPC                           |
| 466602     | 2014 UD193 | 5 abr 2005  | Mount Lemmon  | Mount Lemmon Survey | —         | MPC                           |
| 466603     | 2014 UW199 | 14 dez 2010 | Mount Lemmon  | Mount Lemmon Survey | —         | MPC                           |
| 466604     | 2014 UH204 | 14 dez 2010 | Mount Lemmon  | Mount Lemmon Survey | —         | MPC                           |
| 466605     | 2014 UP204 | 24 jan 2007 | Kitt Peak     | Spacewatch          | —         | MPC                           |
| 466606     | 2014 UF208 | 14 dez 2007 | Mount Lemmon  | Mount Lemmon Survey | —         | MPC                           |
| 466607     | 2014 UN208 | 18 out 2010 | Kitt Peak     | Spacewatch          | —         | MPC                           |
| 466608     | 2014 US209 | 27 out 2008 | Kitt Peak     | Spacewatch          | —         | MPC                           |
| 466609     | 2014 UZ215 | 16 jan 2005 | Socorro       | LINEAR              | —         | MPC                           |
| 466610     | 2014 UB217 | 13 nov 2006 | Catalina      | CSS                 | —         | MPC                           |
| 466611     | 2014 VU3   | 5 set 2008  | Kitt Peak     | Spacewatch          | —         | MPC                           |
| 466612     | 2014 VZ5   | 11 set 2010 | Kitt Peak     | Spacewatch          | —         | MPC                           |
| 466613     | 2014 VA11  | 19 out 2003 | Kitt Peak     | Spacewatch          | —         | MPC                           |
| 466614     | 2014 VL12  | 19 out 1999 | Kitt Peak     | Spacewatch          | —         | MPC                           |
| 466615     | 2014 VF15  | 10 mar 2008 | Mount Lemmon  | Mount Lemmon Survey | —         | MPC                           |
| 466616     | 2014 VG15  | 18 nov 2008 | Kitt Peak     | Spacewatch          | —         | MPC                           |
| 466617     | 2014 VD17  | 6 mar 2010  | WISE          | WISE                | —         | MPC                           |
| 466618     | 2014 VS18  | 7 nov 2007  | Kitt Peak     | Spacewatch          | —         | MPC                           |
| 466619     | 2014 VY19  | 15 dez 2006 | Kitt Peak     | Spacewatch          | —         | MPC                           |
| 466620     | 2014 VU22  | 10 jan 2008 | Mount Lemmon  | Mount Lemmon Survey | Mitidika  | MPC                           |
| 466621     | 2014 VH24  | 16 mar 2007 | Kitt Peak     | Spacewatch          | —         | MPC                           |
| 466622     | 2014 VV24  | 1 out 2005  | Kitt Peak     | Spacewatch          | —         | MPC                           |
| 466623     | 2014 VJ28  | 19 abr 2010 | WISE          | WISE                | —         | MPC                           |
| 466624     | 2014 VK34  | 10 set 2007 | Kitt Peak     | Spacewatch          | —         | MPC                           |
| 466625     | 2014 WF    | 17 nov 2006 | Catalina      | CSS                 | —         | MPC                           |
| 466626     | 2014 WO    | 16 jan 2005 | Socorro       | LINEAR              | —         | MPC                           |
| 466627     | 2014 WU6   | 4 out 1997  | Kitt Peak     | Spacewatch          | —         | MPC                           |
| 466628     | 2014 WF14  | 10 out 2010 | Kitt Peak     | Spacewatch          | —         | MPC                           |
| 466629     | 2014 WG17  | 15 jan 2008 | Kitt Peak     | Spacewatch          | —         | MPC                           |
| 466630     | 2014 WE19  | 10 fev 2010 | Kitt Peak     | Spacewatch          | —         | MPC                           |
| 466631     | 2014 WL19  | 16 dez 2009 | Mount Lemmon  | Mount Lemmon Survey | —         | MPC                           |
| 466632     | 2014 WZ19  | 9 set 2007  | Kitt Peak     | Spacewatch          | —         | MPC                           |
| 466633     | 2014 WZ22  | 21 dez 2006 | Kitt Peak     | Spacewatch          | —         | MPC                           |
| 466634     | 2014 WU23  | 4 dez 1996  | Kitt Peak     | Spacewatch          | —         | MPC                           |
| 466635     | 2014 WH24  | 28 set 2003 | Kitt Peak     | Spacewatch          | —         | MPC                           |
| 466636     | 2014 WX27  | 30 nov 2003 | Kitt Peak     | Spacewatch          | —         | MPC                           |
| 466637     | 2014 WA45  | 8 nov 2009  | Kitt Peak     | Spacewatch          | —         | MPC                           |
| 466638     | 2014 WJ45  | 14 dez 2003 | Kitt Peak     | Spacewatch          | —         | MPC                           |
| 466639     | 2014 WO46  | 27 out 2005 | Kitt Peak     | Spacewatch          | —         | MPC                           |
| 466640     | 2014 WP46  | 1 fev 2006  | Kitt Peak     | Spacewatch          | —         | MPC                           |
| 466641     | 2014 WM48  | 30 dez 2007 | Mount Lemmon  | Mount Lemmon Survey | —         | MPC                           |
| 466642     | 2014 WR49  | 3 out 2003  | Kitt Peak     | Spacewatch          | —         | MPC                           |
| 466643     | 2014 WX51  | 30 dez 2008 | Kitt Peak     | Spacewatch          | —         | MPC                           |
| 466644     | 2014 WY51  | 14 out 2007 | Mount Lemmon  | Mount Lemmon Survey | —         | MPC                           |
| 466645     | 2014 WP52  | 1 dez 2003  | Kitt Peak     | Spacewatch          | —         | MPC                           |
| 466646     | 2014 WU52  | 22 set 2008 | Kitt Peak     | Spacewatch          | —         | MPC                           |
| 466647     | 2014 WL54  | 31 mar 2009 | Mount Lemmon  | Mount Lemmon Survey | —         | MPC                           |
| 466648     | 2014 WK55  | 13 ago 2007 | XuYi          | PMO NEO             | —         | MPC                           |
| 466649     | 2014 WN61  | 13 dez 2006 | Mount Lemmon  | Mount Lemmon Survey | —         | MPC                           |
| 466650     | 2014 WX63  | 10 ago 2007 | Kitt Peak     | Spacewatch          | —         | MPC                           |
| 466651     | 2014 WY67  | 12 jan 1996 | Kitt Peak     | Spacewatch          | —         | MPC                           |
| 466652     | 2014 WE68  | 8 dez 1999  | Kitt Peak     | Spacewatch          | —         | MPC                           |
| 466653     | 2014 WC71  | 8 ago 2004  | Socorro       | LINEAR              | —         | MPC                           |
| 466654     | 2014 WJ75  | 6 nov 2010  | Mount Lemmon  | Mount Lemmon Survey | —         | MPC                           |
| 466655     | 2014 WT76  | 6 abr 2008  | Kitt Peak     | Spacewatch          | —         | MPC                           |
| 466656     | 2014 WV77  | 17 dez 2007 | Mount Lemmon  | Mount Lemmon Survey | —         | MPC                           |
| 466657     | 2014 WM80  | 15 dez 2007 | Kitt Peak     | Spacewatch          | —         | MPC                           |
| 466658     | 2014 WJ96  | 14 out 1998 | Kitt Peak     | Spacewatch          | —         | MPC                           |
| 466659     | 2014 WA104 | 14 out 2010 | Mount Lemmon  | Mount Lemmon Survey | —         | MPC                           |
| 466660     | 2014 WX108 | 15 abr 2013 | Mount Lemmon  | Mount Lemmon Survey | —         | MPC                           |
| 466661     | 2014 WS117 | 6 set 2008  | Mount Lemmon  | Mount Lemmon Survey | —         | MPC                           |
| 466662     | 2014 WV118 | 13 nov 2006 | Kitt Peak     | Spacewatch          | —         | MPC                           |
| 466663     | 2014 WQ124 | 3 jan 2012  | Mount Lemmon  | Mount Lemmon Survey | —         | MPC                           |
| 466664     | 2014 WK125 | 23 fev 2007 | Mount Lemmon  | Mount Lemmon Survey | —         | MPC                           |
| 466665     | 2014 WY140 | 27 nov 2010 | Mount Lemmon  | Mount Lemmon Survey | —         | MPC                           |
| 466666     | 2014 WT143 | 18 out 2003 | Kitt Peak     | Spacewatch          | Brangane  | MPC                           |
| 466667     | 2014 WE160 | 11 nov 2006 | Mount Lemmon  | Mount Lemmon Survey | —         | MPC                           |
| 466668     | 2014 WP165 | 13 jan 2010 | Catalina      | CSS                 | —         | MPC                           |
| 466669     | 2014 WW183 | 30 jan 2011 | Kitt Peak     | Spacewatch          | —         | MPC                           |
| 466670     | 2014 WY184 | 11 jan 2010 | Kitt Peak     | Spacewatch          | —         | MPC                           |
| 466671     | 2014 WB192 | 16 jun 2004 | Kitt Peak     | Spacewatch          | —         | MPC                           |
| 466672     | 2014 WZ193 | 29 set 2005 | Mount Lemmon  | Mount Lemmon Survey | —         | MPC                           |
| 466673     | 2014 WE196 | 23 out 2003 | Kitt Peak     | Spacewatch          | —         | MPC                           |
| 466674     | 2014 WD200 | 10 abr 2005 | Mount Lemmon  | Mount Lemmon Survey | —         | MPC                           |
| 466675     | 2014 WH201 | 26 nov 1997 | Socorro       | LINEAR              | —         | MPC                           |
| 466676     | 2014 WM213 | 4 dez 2005  | Kitt Peak     | Spacewatch          | —         | MPC                           |
| 466677     | 2014 WG217 | 25 set 2006 | Kitt Peak     | Spacewatch          | —         | MPC                           |
| 466678     | 2014 WD233 | 19 jan 2005 | Kitt Peak     | Spacewatch          | —         | MPC                           |
| 466679     | 2014 WG236 | 18 set 2009 | Kitt Peak     | Spacewatch          | —         | MPC                           |
| 466680     | 2014 WV236 | 20 jan 2009 | Mount Lemmon  | Mount Lemmon Survey | —         | MPC                           |
| 466681     | 2014 WB241 | 26 mai 2003 | Kitt Peak     | Spacewatch          | —         | MPC                           |
| 466682     | 2014 WD245 | 8 nov 2010  | Kitt Peak     | Spacewatch          | —         | MPC                           |
| 466683     | 2014 WX260 | 10 mai 2005 | Kitt Peak     | Spacewatch          | —         | MPC                           |
| 466684     | 2014 WJ270 | 13 dez 2010 | Kitt Peak     | Spacewatch          | —         | MPC                           |
| 466685     | 2014 WG272 | 25 out 2005 | Kitt Peak     | Spacewatch          | —         | MPC                           |
| 466686     | 2014 WB286 | 15 set 2009 | Kitt Peak     | Spacewatch          | —         | MPC                           |
| 466687     | 2014 WR294 | 14 jun 2007 | Kitt Peak     | Spacewatch          | —         | MPC                           |
| 466688     | 2014 WK296 | 19 nov 2009 | Mount Lemmon  | Mount Lemmon Survey | —         | MPC                           |
| 466689     | 2014 WW296 | 15 jan 2005 | Kitt Peak     | Spacewatch          | —         | MPC                           |
| 466690     | 2014 WW310 | 5 dez 2005  | Mount Lemmon  | Mount Lemmon Survey | —         | MPC                           |
| 466691     | 2014 WO311 | 8 fev 2007  | Mount Lemmon  | Mount Lemmon Survey | —         | MPC                           |
| 466692     | 2014 WY324 | 26 set 2005 | Kitt Peak     | Spacewatch          | —         | MPC                           |
| 466693     | 2014 WB332 | 18 jan 2009 | Mount Lemmon  | Mount Lemmon Survey | —         | MPC                           |
| 466694     | 2014 WB353 | 20 nov 2006 | Mount Lemmon  | Mount Lemmon Survey | —         | MPC                           |
| 466695     | 2014 WQ353 | 15 jan 2008 | Kitt Peak     | Spacewatch          | —         | MPC                           |
| 466696     | 2014 WN355 | 25 out 2013 | Mount Lemmon  | Mount Lemmon Survey | —         | MPC                           |
| 466697     | 2014 WP361 | 5 mar 2008  | Mount Lemmon  | Mount Lemmon Survey | —         | MPC                           |
| 466698     | 2014 WL379 | 25 out 2008 | Mount Lemmon  | Mount Lemmon Survey | —         | MPC                           |
| 466699     | 2014 WF382 | 10 mar 2011 | Mount Lemmon  | Mount Lemmon Survey | —         | MPC                           |
| 466700     | 2014 WW382 | 28 abr 2012 | Mount Lemmon  | Mount Lemmon Survey | —         | MPC                           |

## 466701–466800
| Designação | Designação | Descoberta  | Descoberta    | Descobridor(es)     | Categoria | Mais informações / Referência |
| Permanente | Provisória | Data        | Local         | Descobridor(es)     | Categoria | Mais informações / Referência |
| ---------- | ---------- | ----------- | ------------- | ------------------- | --------- | ----------------------------- |
| 466701     | 2014 WN401 | 27 out 2009 | Mount Lemmon  | Mount Lemmon Survey | —         | MPC                           |
| 466702     | 2014 WD403 | 28 abr 2012 | Mount Lemmon  | Mount Lemmon Survey | —         | MPC                           |
| 466703     | 2014 WN406 | 20 abr 2012 | Kitt Peak     | Spacewatch          | —         | MPC                           |
| 466704     | 2014 WY410 | 23 set 2008 | Mount Lemmon  | Mount Lemmon Survey | Ursula    | MPC                           |
| 466705     | 2014 WP412 | 7 jan 2002  | Kitt Peak     | Spacewatch          | —         | MPC                           |
| 466706     | 2014 WQ432 | 5 nov 1996  | Kitt Peak     | Spacewatch          | —         | MPC                           |
| 466707     | 2014 WG444 | 5 mai 2013  | Mount Lemmon  | Mount Lemmon Survey | —         | MPC                           |
| 466708     | 2014 WF445 | 16 dez 2009 | Mount Lemmon  | Mount Lemmon Survey | —         | MPC                           |
| 466709     | 2014 WL446 | 21 nov 2005 | Kitt Peak     | Spacewatch          | —         | MPC                           |
| 466710     | 2014 WJ459 | 1 jan 2008  | Kitt Peak     | Spacewatch          | —         | MPC                           |
| 466711     | 2014 WH462 | 20 out 2003 | Kitt Peak     | Spacewatch          | Mitidika  | MPC                           |
| 466712     | 2014 WV465 | 10 mar 2005 | Catalina      | CSS                 | —         | MPC                           |
| 466713     | 2014 WB470 | 26 jan 2011 | Mount Lemmon  | Mount Lemmon Survey | —         | MPC                           |
| 466714     | 2014 WZ485 | 25 nov 2005 | Catalina      | CSS                 | —         | MPC                           |
| 466715     | 2014 WF486 | 8 dez 2010  | Kitt Peak     | Spacewatch          | —         | MPC                           |
| 466716     | 2014 WJ488 | 8 out 2007  | Mount Lemmon  | Mount Lemmon Survey | —         | MPC                           |
| 466717     | 2014 WQ489 | 1 out 2003  | Anderson Mesa | LONEOS              | —         | MPC                           |
| 466718     | 2014 WY491 | 17 dez 2003 | Socorro       | LINEAR              | —         | MPC                           |
| 466719     | 2014 WB494 | 12 jan 2010 | WISE          | WISE                | —         | MPC                           |
| 466720     | 2014 WX494 | 21 mar 2006 | Mount Lemmon  | Mount Lemmon Survey | —         | MPC                           |
| 466721     | 2014 WN495 | 18 set 1995 | Kitt Peak     | Spacewatch          | —         | MPC                           |
| 466722     | 2014 WY495 | 19 set 2001 | Socorro       | LINEAR              | —         | MPC                           |
| 466723     | 2014 WA501 | 24 mar 2009 | Mount Lemmon  | Mount Lemmon Survey | —         | MPC                           |
| 466724     | 2014 WK503 | 1 out 2008  | Catalina      | CSS                 | —         | MPC                           |
| 466725     | 2014 XD7   | 7 mar 2005  | Socorro       | LINEAR              | —         | MPC                           |
| 466726     | 2014 XX33  | 10 dez 2006 | Kitt Peak     | Spacewatch          | —         | MPC                           |
| 466727     | 2014 XV36  | 3 dez 2007  | Kitt Peak     | Spacewatch          | —         | MPC                           |
| 466728     | 2014 YS16  | 14 out 1998 | Kitt Peak     | Spacewatch          | —         | MPC                           |
| 466729     | 2014 YK22  | 25 jan 2006 | Kitt Peak     | Spacewatch          | —         | MPC                           |
| 466730     | 2014 YR22  | 21 jan 2004 | Socorro       | LINEAR              | Brangane  | MPC                           |
| 466731     | 2014 YX23  | 6 dez 2005  | Kitt Peak     | Spacewatch          | —         | MPC                           |
| 466732     | 2014 YM25  | 17 mai 2010 | WISE          | WISE                | —         | MPC                           |
| 466733     | 2014 YO26  | 20 set 1998 | Kitt Peak     | Spacewatch          | —         | MPC                           |
| 466734     | 2014 YN36  | 14 fev 2005 | Kitt Peak     | Spacewatch          | Brangane  | MPC                           |
| 466735     | 2014 YL41  | 16 jun 2010 | WISE          | WISE                | —         | MPC                           |
| 466736     | 2014 YP41  | 22 fev 1998 | Kitt Peak     | Spacewatch          | —         | MPC                           |
| 466737     | 2014 YM49  | 21 jan 2009 | Mount Lemmon  | Mount Lemmon Survey | —         | MPC                           |
| 466738     | 2015 AS    | 7 fev 2008  | Mount Lemmon  | Mount Lemmon Survey | —         | MPC                           |
| 466739     | 2015 AS3   | 21 out 2008 | Kitt Peak     | Spacewatch          | —         | MPC                           |
| 466740     | 2015 AN11  | 26 out 2005 | Kitt Peak     | Spacewatch          | —         | MPC                           |
| 466741     | 2015 AO12  | 1 jan 2009  | Mount Lemmon  | Mount Lemmon Survey | —         | MPC                           |
| 466742     | 2015 AB15  | 13 abr 2011 | Mount Lemmon  | Mount Lemmon Survey | —         | MPC                           |
| 466743     | 2015 AA23  | 24 dez 2006 | Catalina      | CSS                 | —         | MPC                           |
| 466744     | 2015 AQ24  | 10 mar 2005 | Mount Lemmon  | Mount Lemmon Survey | —         | MPC                           |
| 466745     | 2015 AU33  | 24 mar 2006 | Mount Lemmon  | Mount Lemmon Survey | —         | MPC                           |
| 466746     | 2015 AZ36  | 30 dez 2008 | Kitt Peak     | Spacewatch          | —         | MPC                           |
| 466747     | 2015 AX38  | 18 nov 2008 | Kitt Peak     | Spacewatch          | —         | MPC                           |
| 466748     | 2015 AD41  | 16 nov 2009 | Mount Lemmon  | Mount Lemmon Survey | —         | MPC                           |
| 466749     | 2015 AY94  | 1 out 2005  | Kitt Peak     | Spacewatch          | —         | MPC                           |
| 466750     | 2015 AQ106 | 19 nov 2009 | Kitt Peak     | Spacewatch          | —         | MPC                           |
| 466751     | 2015 AA107 | 27 out 2008 | Kitt Peak     | Spacewatch          | —         | MPC                           |
| 466752     | 2015 AJ112 | 24 abr 2006 | Kitt Peak     | Spacewatch          | —         | MPC                           |
| 466753     | 2015 AE116 | 23 jan 2006 | Kitt Peak     | Spacewatch          | —         | MPC                           |
| 466754     | 2015 AZ118 | 6 set 2008  | Mount Lemmon  | Mount Lemmon Survey | —         | MPC                           |
| 466755     | 2015 AY129 | 10 set 2007 | Catalina      | CSS                 | Brangane  | MPC                           |
| 466756     | 2015 AQ131 | 21 dez 2003 | Kitt Peak     | Spacewatch          | —         | MPC                           |
| 466757     | 2015 AC133 | 25 dez 2005 | Kitt Peak     | Spacewatch          | —         | MPC                           |
| 466758     | 2015 AU133 | 20 mai 2012 | Mount Lemmon  | Mount Lemmon Survey | Brangane  | MPC                           |
| 466759     | 2015 AX133 | 21 ago 2004 | Siding Spring | SSS                 | —         | MPC                           |
| 466760     | 2015 AE138 | 14 mar 2007 | Mount Lemmon  | Mount Lemmon Survey | —         | MPC                           |
| 466761     | 2015 AE141 | 10 out 2005 | Kitt Peak     | Spacewatch          | —         | MPC                           |
| 466762     | 2015 AP143 | 19 mai 2012 | Mount Lemmon  | Mount Lemmon Survey | —         | MPC                           |
| 466763     | 2015 AM145 | 12 abr 2011 | Mount Lemmon  | Mount Lemmon Survey | Brangane  | MPC                           |
| 466764     | 2015 AD148 | 24 out 2003 | Kitt Peak     | Spacewatch          | —         | MPC                           |
| 466765     | 2015 AR151 | 8 jan 2010  | Kitt Peak     | Spacewatch          | —         | MPC                           |
| 466766     | 2015 AD155 | 30 nov 2008 | Kitt Peak     | Spacewatch          | —         | MPC                           |
| 466767     | 2015 AU165 | 10 set 2007 | Mount Lemmon  | Mount Lemmon Survey | —         | MPC                           |
| 466768     | 2015 AU173 | 15 jan 2004 | Kitt Peak     | Spacewatch          | —         | MPC                           |
| 466769     | 2015 AG192 | 19 mar 2007 | Mount Lemmon  | Mount Lemmon Survey | —         | MPC                           |
| 466770     | 2015 AS203 | 6 mai 2010  | WISE          | WISE                | —         | MPC                           |
| 466771     | 2015 AF205 | 24 jan 2006 | Kitt Peak     | Spacewatch          | —         | MPC                           |
| 466772     | 2015 AL210 | 10 fev 2007 | Mount Lemmon  | Mount Lemmon Survey | —         | MPC                           |
| 466773     | 2015 AY210 | 26 mar 2011 | Mount Lemmon  | Mount Lemmon Survey | —         | MPC                           |
| 466774     | 2015 AG243 | 30 dez 2008 | Mount Lemmon  | Mount Lemmon Survey | —         | MPC                           |
| 466775     | 2015 AK252 | 19 jan 2004 | Kitt Peak     | Spacewatch          | —         | MPC                           |
| 466776     | 2015 AV252 | 16 mar 2007 | Mount Lemmon  | Mount Lemmon Survey | —         | MPC                           |
| 466777     | 2015 AV257 | 1 fev 2006  | Kitt Peak     | Spacewatch          | —         | MPC                           |
| 466778     | 2015 AN258 | 14 mar 2007 | Kitt Peak     | Spacewatch          | —         | MPC                           |
| 466779     | 2015 AD259 | 9 set 2007  | Kitt Peak     | Spacewatch          | —         | MPC                           |
| 466780     | 2015 AV260 | 29 mar 2011 | Kitt Peak     | Spacewatch          | —         | MPC                           |
| 466781     | 2015 AH274 | 21 mai 2006 | Kitt Peak     | Spacewatch          | —         | MPC                           |
| 466782     | 2015 AO278 | 11 abr 2005 | Mount Lemmon  | Mount Lemmon Survey | —         | MPC                           |
| 466783     | 2015 BM5   | 15 nov 2010 | Mount Lemmon  | Mount Lemmon Survey | —         | MPC                           |
| 466784     | 2015 BH7   | 17 set 1996 | Kitt Peak     | Spacewatch          | —         | MPC                           |
| 466785     | 2015 BV7   | 11 set 2007 | Mount Lemmon  | Mount Lemmon Survey | —         | MPC                           |
| 466786     | 2015 BY12  | 17 ago 2009 | Kitt Peak     | Spacewatch          | Phocaea   | MPC                           |
| 466787     | 2015 BO15  | 6 set 2013  | Mount Lemmon  | Mount Lemmon Survey | —         | MPC                           |
| 466788     | 2015 BW17  | 19 fev 2001 | Socorro       | LINEAR              | —         | MPC                           |
| 466789     | 2015 BS18  | 11 fev 2008 | Mount Lemmon  | Mount Lemmon Survey | Juno      | MPC                           |
| 466790     | 2015 BZ21  | 10 set 2007 | Kitt Peak     | Spacewatch          | Brangane  | MPC                           |
| 466791     | 2015 BS23  | 17 mar 2010 | Kitt Peak     | Spacewatch          | —         | MPC                           |
| 466792     | 2015 BZ25  | 30 dez 2013 | Mount Lemmon  | Mount Lemmon Survey | —         | MPC                           |
| 466793     | 2015 BE39  | 7 nov 2008  | Mount Lemmon  | Mount Lemmon Survey | Brangane  | MPC                           |
| 466794     | 2015 BT45  | 17 out 1995 | Kitt Peak     | Spacewatch          | —         | MPC                           |
| 466795     | 2015 BV45  | 30 nov 2003 | Kitt Peak     | Spacewatch          | —         | MPC                           |
| 466796     | 2015 BA55  | 7 out 2004  | Socorro       | LINEAR              | —         | MPC                           |
| 466797     | 2015 BS58  | 9 mar 2011  | Kitt Peak     | Spacewatch          | —         | MPC                           |
| 466798     | 2015 BL61  | 2 out 2003  | Kitt Peak     | Spacewatch          | Charis    | MPC                           |
| 466799     | 2015 BK62  | 9 fev 2010  | Kitt Peak     | Spacewatch          | —         | MPC                           |
| 466800     | 2015 BB69  | 14 abr 2011 | Mount Lemmon  | Mount Lemmon Survey | Brangane  | MPC                           |

## 466801–466900
| Designação | Designação | Descoberta  | Descoberta    | Descobridor(es)     | Categoria | Mais informações / Referência |
| Permanente | Provisória | Data        | Local         | Descobridor(es)     | Categoria | Mais informações / Referência |
| ---------- | ---------- | ----------- | ------------- | ------------------- | --------- | ----------------------------- |
| 466801     | 2015 BZ72  | 25 fev 2007 | Mount Lemmon  | Mount Lemmon Survey | —         | MPC                           |
| 466802     | 2015 BE78  | 4 out 2004  | Kitt Peak     | Spacewatch          | —         | MPC                           |
| 466803     | 2015 BB82  | 20 out 2008 | Kitt Peak     | Spacewatch          | Brangane  | MPC                           |
| 466804     | 2015 BV85  | 25 dez 2005 | Mount Lemmon  | Mount Lemmon Survey | —         | MPC                           |
| 466805     | 2015 BB87  | 8 jan 2009  | Kitt Peak     | Spacewatch          | —         | MPC                           |
| 466806     | 2015 BF88  | 11 jun 2010 | WISE          | WISE                | —         | MPC                           |
| 466807     | 2015 BY89  | 10 nov 2005 | Kitt Peak     | Spacewatch          | Juno      | MPC                           |
| 466808     | 2015 BO93  | 2 abr 2005  | Catalina      | CSS                 | —         | MPC                           |
| 466809     | 2015 BA96  | 1 mai 2010  | WISE          | WISE                | —         | MPC                           |
| 466810     | 2015 BD99  | 21 set 2003 | Kitt Peak     | Spacewatch          | —         | MPC                           |
| 466811     | 2015 BX99  | 12 abr 2004 | Kitt Peak     | Spacewatch          | Ursula    | MPC                           |
| 466812     | 2015 BT120 | 26 ago 2012 | Mount Lemmon  | Mount Lemmon Survey | —         | MPC                           |
| 466813     | 2015 BF128 | 8 out 2008  | Kitt Peak     | Spacewatch          | —         | MPC                           |
| 466814     | 2015 BA129 | 31 mar 2003 | Kitt Peak     | Spacewatch          | —         | MPC                           |
| 466815     | 2015 BE132 | 16 dez 2009 | Mount Lemmon  | Mount Lemmon Survey | —         | MPC                           |
| 466816     | 2015 BK133 | 10 nov 2004 | Kitt Peak     | Spacewatch          | —         | MPC                           |
| 466817     | 2015 BS147 | 16 dez 2007 | Mount Lemmon  | Mount Lemmon Survey | —         | MPC                           |
| 466818     | 2015 BU148 | 11 jan 1994 | Kitt Peak     | Spacewatch          | —         | MPC                           |
| 466819     | 2015 BX157 | 1 nov 2008  | Mount Lemmon  | Mount Lemmon Survey | —         | MPC                           |
| 466820     | 2015 BW158 | 20 set 2008 | Mount Lemmon  | Mount Lemmon Survey | —         | MPC                           |
| 466821     | 2015 BL159 | 4 mar 2011  | Mount Lemmon  | Mount Lemmon Survey | Phocaea   | MPC                           |
| 466822     | 2015 BN167 | 29 set 1997 | Kitt Peak     | Spacewatch          | —         | MPC                           |
| 466823     | 2015 BX167 | 21 set 2012 | Mount Lemmon  | Mount Lemmon Survey | —         | MPC                           |
| 466824     | 2015 BP180 | 25 set 2006 | Mount Lemmon  | Mount Lemmon Survey | —         | MPC                           |
| 466825     | 2015 BK189 | 6 mar 2011  | Kitt Peak     | Spacewatch          | —         | MPC                           |
| 466826     | 2015 BG190 | 17 dez 2003 | Kitt Peak     | Spacewatch          | —         | MPC                           |
| 466827     | 2015 BH194 | 16 ago 2007 | XuYi          | PMO NEO             | —         | MPC                           |
| 466828     | 2015 BV198 | 16 abr 2005 | Kitt Peak     | Spacewatch          | —         | MPC                           |
| 466829     | 2015 BV203 | 2 fev 2006  | Mount Lemmon  | Mount Lemmon Survey | —         | MPC                           |
| 466830     | 2015 BB204 | 5 out 2004  | Kitt Peak     | Spacewatch          | —         | MPC                           |
| 466831     | 2015 BT212 | 4 nov 2004  | Kitt Peak     | Spacewatch          | —         | MPC                           |
| 466832     | 2015 BC215 | 22 abr 2012 | Kitt Peak     | Spacewatch          | —         | MPC                           |
| 466833     | 2015 BG216 | 14 fev 2010 | Mount Lemmon  | Mount Lemmon Survey | Brangane  | MPC                           |
| 466834     | 2015 BV218 | 5 out 2004  | Kitt Peak     | Spacewatch          | —         | MPC                           |
| 466835     | 2015 BU223 | 7 mar 2008  | Kitt Peak     | Spacewatch          | Juno      | MPC                           |
| 466836     | 2015 BV224 | 13 jan 2011 | Mount Lemmon  | Mount Lemmon Survey | —         | MPC                           |
| 466837     | 2015 BR228 | 10 set 2007 | Kitt Peak     | Spacewatch          | —         | MPC                           |
| 466838     | 2015 BX230 | 14 set 2007 | Kitt Peak     | Spacewatch          | Brangane  | MPC                           |
| 466839     | 2015 BF244 | 29 set 2008 | Mount Lemmon  | Mount Lemmon Survey | —         | MPC                           |
| 466840     | 2015 BR244 | 6 jun 2010  | WISE          | WISE                | —         | MPC                           |
| 466841     | 2015 BL247 | 7 set 2004  | Kitt Peak     | Spacewatch          | —         | MPC                           |
| 466842     | 2015 BZ248 | 23 jan 2006 | Mount Lemmon  | Mount Lemmon Survey | —         | MPC                           |
| 466843     | 2015 BN249 | 7 set 2004  | Kitt Peak     | Spacewatch          | —         | MPC                           |
| 466844     | 2015 BY249 | 18 dez 2004 | Mount Lemmon  | Mount Lemmon Survey | —         | MPC                           |
| 466845     | 2015 BM256 | 9 set 2007  | Kitt Peak     | Spacewatch          | —         | MPC                           |
| 466846     | 2015 BM259 | 1 nov 2008  | Kitt Peak     | Spacewatch          | —         | MPC                           |
| 466847     | 2015 BA274 | 17 jun 2005 | Mount Lemmon  | Mount Lemmon Survey | —         | MPC                           |
| 466848     | 2015 BY280 | 17 fev 2010 | Kitt Peak     | Spacewatch          | —         | MPC                           |
| 466849     | 2015 BU281 | 6 nov 2005  | Mount Lemmon  | Mount Lemmon Survey | —         | MPC                           |
| 466850     | 2015 BU284 | 18 fev 2010 | Mount Lemmon  | Mount Lemmon Survey | —         | MPC                           |
| 466851     | 2015 BR292 | 12 abr 2010 | Mount Lemmon  | Mount Lemmon Survey | —         | MPC                           |
| 466852     | 2015 BF293 | 30 set 2005 | Mount Lemmon  | Mount Lemmon Survey | —         | MPC                           |
| 466853     | 2015 BJ296 | 18 mar 2004 | Socorro       | LINEAR              | —         | MPC                           |
| 466854     | 2015 BK307 | 3 jun 2011  | Mount Lemmon  | Mount Lemmon Survey | Brangane  | MPC                           |
| 466855     | 2015 BK324 | 5 jun 2006  | Mount Lemmon  | Mount Lemmon Survey | —         | MPC                           |
| 466856     | 2015 BX341 | 25 abr 2007 | Kitt Peak     | Spacewatch          | —         | MPC                           |
| 466857     | 2015 BG342 | 2 nov 2008  | Mount Lemmon  | Mount Lemmon Survey | Eos       | MPC                           |
| 466858     | 2015 BL345 | 27 abr 2011 | Kitt Peak     | Spacewatch          | —         | MPC                           |
| 466859     | 2015 BQ345 | 24 nov 2008 | Kitt Peak     | Spacewatch          | Brangane  | MPC                           |
| 466860     | 2015 BP347 | 20 out 2003 | Kitt Peak     | Spacewatch          | —         | MPC                           |
| 466861     | 2015 BJ350 | 8 mai 2005  | Kitt Peak     | Spacewatch          | —         | MPC                           |
| 466862     | 2015 BS362 | 23 out 2008 | Kitt Peak     | Spacewatch          | —         | MPC                           |
| 466863     | 2015 BL367 | 24 ago 2008 | Kitt Peak     | Spacewatch          | —         | MPC                           |
| 466864     | 2015 BG390 | 10 jan 2006 | Kitt Peak     | Spacewatch          | —         | MPC                           |
| 466865     | 2015 BN394 | 7 out 2007  | Kitt Peak     | Spacewatch          | —         | MPC                           |
| 466866     | 2015 BV413 | 16 fev 2010 | Kitt Peak     | Spacewatch          | —         | MPC                           |
| 466867     | 2015 BV472 | 30 abr 2003 | Kitt Peak     | Spacewatch          | —         | MPC                           |
| 466868     | 2015 BF476 | 16 fev 2010 | Kitt Peak     | Spacewatch          | Brangane  | MPC                           |
| 466869     | 2015 BB484 | 14 fev 2010 | WISE          | WISE                | —         | MPC                           |
| 466870     | 2015 BV492 | 4 set 2007  | Mount Lemmon  | Mount Lemmon Survey | —         | MPC                           |
| 466871     | 2015 BH493 | 24 ago 2007 | Kitt Peak     | Spacewatch          | —         | MPC                           |
| 466872     | 2015 BU511 | 20 dez 1995 | Kitt Peak     | Spacewatch          | —         | MPC                           |
| 466873     | 2015 CN29  | 6 jan 2010  | Kitt Peak     | Spacewatch          | —         | MPC                           |
| 466874     | 2015 CG33  | 10 jun 2010 | WISE          | WISE                | —         | MPC                           |
| 466875     | 2015 CC34  | 19 nov 1995 | Kitt Peak     | Spacewatch          | —         | MPC                           |
| 466876     | 2015 CS36  | 19 set 1995 | Kitt Peak     | Spacewatch          | —         | MPC                           |
| 466877     | 2015 CD37  | 20 jan 2009 | Mount Lemmon  | Mount Lemmon Survey | —         | MPC                           |
| 466878     | 2015 CU40  | 10 fev 2002 | Socorro       | LINEAR              | —         | MPC                           |
| 466879     | 2015 CL60  | 19 nov 2008 | Kitt Peak     | Spacewatch          | —         | MPC                           |
| 466880     | 2015 DY5   | 18 jan 1998 | Kitt Peak     | Spacewatch          | —         | MPC                           |
| 466881     | 2015 DO16  | 2 abr 2006  | Kitt Peak     | Spacewatch          | —         | MPC                           |
| 466882     | 2015 DK28  | 30 dez 2008 | Kitt Peak     | Spacewatch          | —         | MPC                           |
| 466883     | 2015 DG46  | 2 fev 2009  | Kitt Peak     | Spacewatch          | —         | MPC                           |
| 466884     | 2015 DG69  | 29 dez 2008 | Kitt Peak     | Spacewatch          | —         | MPC                           |
| 466885     | 2015 DJ79  | 15 set 2004 | Anderson Mesa | LONEOS              | —         | MPC                           |
| 466886     | 2015 DU97  | 2 fev 2009  | Mount Lemmon  | Mount Lemmon Survey | —         | MPC                           |
| 466887     | 2015 DP100 | 4 jun 2011  | Mount Lemmon  | Mount Lemmon Survey | —         | MPC                           |
| 466888     | 2015 DK112 | 1 dez 2008  | Kitt Peak     | Spacewatch          | —         | MPC                           |
| 466889     | 2015 DP112 | 19 out 2007 | Catalina      | CSS                 | —         | MPC                           |
| 466890     | 2015 DE113 | 2 nov 2007  | Mount Lemmon  | Mount Lemmon Survey | —         | MPC                           |
| 466891     | 2015 DW145 | 23 dez 2013 | Mount Lemmon  | Mount Lemmon Survey | Ursula    | MPC                           |
| 466892     | 2015 DC146 | 30 out 2005 | Kitt Peak     | Spacewatch          | —         | MPC                           |
| 466893     | 2015 DM147 | 10 set 2007 | Mount Lemmon  | Mount Lemmon Survey | —         | MPC                           |
| 466894     | 2015 DR148 | 19 dez 2003 | Kitt Peak     | Spacewatch          | —         | MPC                           |
| 466895     | 2015 DS148 | 9 nov 2004  | Catalina      | CSS                 | —         | MPC                           |
| 466896     | 2015 DY156 | 23 jan 2006 | Kitt Peak     | Spacewatch          | —         | MPC                           |
| 466897     | 2015 DA157 | 27 dez 2005 | Mount Lemmon  | Mount Lemmon Survey | —         | MPC                           |
| 466898     | 2015 DF169 | 24 mai 2010 | WISE          | WISE                | —         | MPC                           |
| 466899     | 2015 DR173 | 26 set 2007 | Mount Lemmon  | Mount Lemmon Survey | Brangane  | MPC                           |
| 466900     | 2015 EZ11  | 9 out 2004  | Socorro       | LINEAR              | —         | MPC                           |

## 466901–467000
| Designação | Designação | Descoberta  | Descoberta       | Descobridor(es)     | Categoria | Mais informações / Referência |
| Permanente | Provisória | Data        | Local            | Descobridor(es)     | Categoria | Mais informações / Referência |
| ---------- | ---------- | ----------- | ---------------- | ------------------- | --------- | ----------------------------- |
| 466901     | 2015 EG13  | 27 fev 2006 | Kitt Peak        | Spacewatch          | —         | MPC                           |
| 466902     | 2015 EJ13  | 6 nov 2008  | Mount Lemmon     | Mount Lemmon Survey | —         | MPC                           |
| 466903     | 2015 EE15  | 12 set 2001 | Socorro          | LINEAR              | —         | MPC                           |
| 466904     | 2015 ED17  | 15 mar 2004 | Kitt Peak        | Spacewatch          | —         | MPC                           |
| 466905     | 2015 EO17  | 21 out 2007 | Mount Lemmon     | Mount Lemmon Survey | —         | MPC                           |
| 466906     | 2015 EB19  | 24 jan 2010 | WISE             | WISE                | —         | MPC                           |
| 466907     | 2015 EL24  | 13 mar 2010 | Kitt Peak        | Spacewatch          | —         | MPC                           |
| 466908     | 2015 EW31  | 28 dez 2000 | Kitt Peak        | Spacewatch          | —         | MPC                           |
| 466909     | 2015 EM46  | 8 out 2005  | Kitt Peak        | Spacewatch          | —         | MPC                           |
| 466910     | 2015 FA1   | 23 set 2008 | Mount Lemmon     | Mount Lemmon Survey | —         | MPC                           |
| 466911     | 2015 FZ1   | 3 out 2008  | Mount Lemmon     | Mount Lemmon Survey | —         | MPC                           |
| 466912     | 2015 FL2   | 23 mai 2011 | Mount Lemmon     | Mount Lemmon Survey | —         | MPC                           |
| 466913     | 2015 FS2   | 3 nov 2008  | Mount Lemmon     | Mount Lemmon Survey | —         | MPC                           |
| 466914     | 2015 FM3   | 17 nov 2009 | Mount Lemmon     | Mount Lemmon Survey | —         | MPC                           |
| 466915     | 2015 FG319 | 14 abr 2010 | Kitt Peak        | Spacewatch          | —         | MPC                           |
| 466916     | 2015 HY5   | 6 set 2008  | Kitt Peak        | Spacewatch          | Vesta     | MPC                           |
| 466917     | 2015 LW2   | 8 nov 2010  | Kitt Peak        | Spacewatch          | Vesta     | MPC                           |
| 466918     | 2015 TB107 | 15 mar 2012 | Mount Lemmon     | Mount Lemmon Survey | Brangane  | MPC                           |
| 466919     | 2015 UP66  | 15 mar 2005 | Catalina         | CSS                 | —         | MPC                           |
| 466920     | 2015 WK10  | 19 dez 2004 | Catalina         | CSS                 | —         | MPC                           |
| 466921     | 2015 XW68  | 26 abr 2001 | Kitt Peak        | Spacewatch          | —         | MPC                           |
| 466922     | 2015 XB168 | 2 nov 2010  | Mount Lemmon     | Mount Lemmon Survey | —         | MPC                           |
| 466923     | 2015 XD168 | 27 out 2005 | Mount Lemmon     | Mount Lemmon Survey | —         | MPC                           |
| 466924     | 2015 YU4   | 18 set 2009 | Kitt Peak        | Spacewatch          | —         | MPC                           |
| 466925     | 2015 YC9   | 10 nov 2009 | Kitt Peak        | Spacewatch          | Brangane  | MPC                           |
| 466926     | 2016 AE    | 12 dez 2004 | Campo Imperatore | CINEOS              | —         | MPC                           |
| 466927     | 2016 AQ7   | 18 jan 2005 | Kitt Peak        | Spacewatch          | —         | MPC                           |
| 466928     | 2016 AP24  | 26 nov 2009 | Mount Lemmon     | Mount Lemmon Survey | —         | MPC                           |
| 466929     | 2016 AF41  | 19 set 2009 | Mount Lemmon     | Mount Lemmon Survey | —         | MPC                           |
| 466930     | 2016 AL43  | 8 dez 2010  | Mount Lemmon     | Mount Lemmon Survey | —         | MPC                           |
| 466931     | 2016 AV46  | 1 dez 2005  | Kitt Peak        | Spacewatch          | —         | MPC                           |
| 466932     | 2016 AN47  | 8 mar 2008  | Mount Lemmon     | Mount Lemmon Survey | —         | MPC                           |
| 466933     | 2016 AF51  | 2 fev 2005  | Kitt Peak        | Spacewatch          | —         | MPC                           |
| 466934     | 2016 AR52  | 30 nov 2010 | Mount Lemmon     | Mount Lemmon Survey | Eos       | MPC                           |
| 466935     | 2016 AO75  | 7 ago 2008  | Kitt Peak        | Spacewatch          | —         | MPC                           |
| 466936     | 2016 AF93  | 13 fev 2007 | Mount Lemmon     | Mount Lemmon Survey | —         | MPC                           |
| 466937     | 2016 AC95  | 4 out 2003  | Kitt Peak        | Spacewatch          | —         | MPC                           |
| 466938     | 2016 AZ113 | 4 mar 2005  | Mount Lemmon     | Mount Lemmon Survey | —         | MPC                           |
| 466939     | 2016 AR117 | 17 jan 2005 | Kitt Peak        | Spacewatch          | —         | MPC                           |
| 466940     | 2016 AT120 | 30 out 2011 | Mount Lemmon     | Mount Lemmon Survey | —         | MPC                           |
| 466941     | 2016 AA124 | 18 fev 2008 | Mount Lemmon     | Mount Lemmon Survey | —         | MPC                           |
| 466942     | 2016 AR126 | 5 jul 2005  | Kitt Peak        | Spacewatch          | —         | MPC                           |
| 466943     | 2016 AS126 | 29 dez 2011 | Mount Lemmon     | Mount Lemmon Survey | —         | MPC                           |
| 466944     | 2016 AU126 | 18 nov 2006 | Mount Lemmon     | Mount Lemmon Survey | —         | MPC                           |
| 466945     | 2016 AX126 | 27 nov 2006 | Mount Lemmon     | Mount Lemmon Survey | —         | MPC                           |
| 466946     | 2016 AB127 | 17 nov 1995 | Kitt Peak        | Spacewatch          | —         | MPC                           |
| 466947     | 2016 AE127 | 9 mar 2005  | Mount Lemmon     | Mount Lemmon Survey | —         | MPC                           |
| 466948     | 2016 AL127 | 21 mai 2006 | Catalina         | CSS                 | —         | MPC                           |
| 466949     | 2016 AN127 | 19 mar 2007 | Mount Lemmon     | Mount Lemmon Survey | —         | MPC                           |
| 466950     | 2016 AR127 | 10 jan 2007 | Kitt Peak        | Spacewatch          | —         | MPC                           |
| 466951     | 2016 AA128 | 21 out 2008 | Kitt Peak        | Spacewatch          | —         | MPC                           |
| 466952     | 2016 AB128 | 3 abr 2003  | Anderson Mesa    | LONEOS              | —         | MPC                           |
| 466953     | 2016 AH128 | 20 jan 2009 | Catalina         | CSS                 | —         | MPC                           |
| 466954     | 2016 AB129 | 28 set 2003 | Kitt Peak        | Spacewatch          | Brangane  | MPC                           |
| 466955     | 2016 AF129 | 28 jan 2010 | WISE             | WISE                | —         | MPC                           |
| 466956     | 2016 AO129 | 30 ago 2005 | Kitt Peak        | Spacewatch          | —         | MPC                           |
| 466957     | 2016 AX172 | 15 jan 2010 | WISE             | WISE                | —         | MPC                           |
| 466958     | 2016 AB173 | 19 dez 2009 | Kitt Peak        | Spacewatch          | —         | MPC                           |
| 466959     | 2016 AA179 | 29 jul 2008 | Kitt Peak        | Spacewatch          | —         | MPC                           |
| 466960     | 2016 AR180 | 22 out 2005 | Catalina         | CSS                 | —         | MPC                           |
| 466961     | 2016 AT183 | 24 out 2008 | Kitt Peak        | Spacewatch          | —         | MPC                           |
| 466962     | 2016 AR185 | 2 abr 2005  | Siding Spring    | SSS                 | —         | MPC                           |
| 466963     | 2016 AF187 | 21 nov 2008 | Kitt Peak        | Spacewatch          | —         | MPC                           |
| 466964     | 2016 AP187 | 6 dez 2005  | Mount Lemmon     | Mount Lemmon Survey | —         | MPC                           |
| 466965     | 2016 AR187 | 30 nov 2008 | Mount Lemmon     | Mount Lemmon Survey | —         | MPC                           |
| 466966     | 2016 AT192 | 9 out 1999  | Socorro          | LINEAR              | —         | MPC                           |
| 466967     | 2016 BJ4   | 14 set 2005 | Kitt Peak        | Spacewatch          | —         | MPC                           |
| 466968     | 2016 BP6   | 17 fev 2007 | Catalina         | CSS                 | —         | MPC                           |
| 466969     | 2016 BQ7   | 24 out 2008 | Catalina         | CSS                 | Brangane  | MPC                           |
| 466970     | 2016 BE8   | 29 jul 2009 | Kitt Peak        | Spacewatch          | —         | MPC                           |
| 466971     | 2016 BH8   | 19 dez 2004 | Kitt Peak        | Spacewatch          | —         | MPC                           |
| 466972     | 2016 BQ8   | 1 out 2008  | Mount Lemmon     | Mount Lemmon Survey | —         | MPC                           |
| 466973     | 2016 BR8   | 19 dez 2003 | Kitt Peak        | Spacewatch          | —         | MPC                           |
| 466974     | 2016 BN10  | 16 mai 2009 | Mount Lemmon     | Mount Lemmon Survey | —         | MPC                           |
| 466975     | 2016 BK11  | 31 mar 2008 | Kitt Peak        | Spacewatch          | —         | MPC                           |
| 466976     | 2016 BM11  | 11 out 2007 | Mount Lemmon     | Mount Lemmon Survey | —         | MPC                           |
| 466977     | 2016 BH14  | 13 nov 2007 | Mount Lemmon     | Mount Lemmon Survey | —         | MPC                           |
| 466978     | 2016 BV16  | 2 fev 2005  | Kitt Peak        | Spacewatch          | —         | MPC                           |
| 466979     | 2016 BC17  | 2 fev 2008  | Kitt Peak        | Spacewatch          | —         | MPC                           |
| 466980     | 2016 BE17  | 27 set 2003 | Kitt Peak        | Spacewatch          | —         | MPC                           |
| 466981     | 2016 BJ22  | 30 jan 2009 | Mount Lemmon     | Mount Lemmon Survey | —         | MPC                           |
| 466982     | 2016 BU24  | 28 jan 2000 | Kitt Peak        | Spacewatch          | —         | MPC                           |
| 466983     | 2016 BZ29  | 5 nov 2010  | Mount Lemmon     | Mount Lemmon Survey | Phocaea   | MPC                           |
| 466984     | 2016 BV33  | 12 fev 2002 | Kitt Peak        | Spacewatch          | —         | MPC                           |
| 466985     | 2016 BW33  | 5 set 2008  | Kitt Peak        | Spacewatch          | Brangane  | MPC                           |
| 466986     | 2016 BF39  | 21 set 2009 | Kitt Peak        | Spacewatch          | —         | MPC                           |
| 466987     | 2016 BD46  | 16 nov 2009 | Kitt Peak        | Spacewatch          | —         | MPC                           |
| 466988     | 2016 BE51  | 11 dez 2010 | Mount Lemmon     | Mount Lemmon Survey | —         | MPC                           |
| 466989     | 2016 BQ51  | 25 nov 2005 | Kitt Peak        | Spacewatch          | —         | MPC                           |
| 466990     | 2016 BN53  | 13 jan 2005 | Kitt Peak        | Spacewatch          | —         | MPC                           |
| 466991     | 2016 BT59  | 3 jan 2009  | Mount Lemmon     | Mount Lemmon Survey | —         | MPC                           |
| 466992     | 2016 BY66  | 20 out 2006 | Mount Lemmon     | Mount Lemmon Survey | Phocaea   | MPC                           |
| 466993     | 2016 CQ4   | 13 out 2007 | Catalina         | CSS                 | —         | MPC                           |
| 466994     | 2016 CN18  | 12 mar 2008 | Kitt Peak        | Spacewatch          | —         | MPC                           |
| 466995     | 2016 CR18  | 15 abr 2001 | Kitt Peak        | Spacewatch          | —         | MPC                           |
| 466996     | 2016 CZ22  | 16 jan 2008 | Kitt Peak        | Spacewatch          | —         | MPC                           |
| 466997     | 2016 CO23  | 11 mar 2005 | Socorro          | LINEAR              | —         | MPC                           |
| 466998     | 2016 CU27  | 16 fev 2010 | Kitt Peak        | Spacewatch          | —         | MPC                           |
| 466999     | 2016 CX27  | 19 set 2007 | Kitt Peak        | Spacewatch          | —         | MPC                           |
| 467000     | 2016 CL63  | 12 mai 2012 | Mount Lemmon     | Mount Lemmon Survey | Brangane  | MPC                           |